# Delitzsch (stad)
Delitzsch is een gemeente en plaats in de Duitse deelstaat Saksen, gelegen in de Landkreis Nordsachsen. De stad telt 24.755 inwoners.

## Stadsdelen van Delitzsch
| Ortsteil                                | Oppervlakte km² | Aantal inw. 31-01-2018 (excl. tweede-woningbezitters) | Bevolk.dichth. inw./km² |
| --------------------------------------- | --------------- | ----------------------------------------------------- | ----------------------- |
| Kernstad incl. Gertitz, Kertitz, Werben | 38,04           | 20.657                                                | 543                     |
| Beerendorf                              | 2,38            | 596                                                   | 250                     |
| Benndorf                                | 3,62            | 382                                                   | 106                     |
| Brodau                                  | 3,16            | 303                                                   | 96                      |
| Döbernitz                               | 1,17            | 787                                                   | 673                     |
| Laue                                    | 5,22            | 194                                                   | 37                      |
| Poßdorf                                 | 7,78            | 59                                                    | 8                       |
| Rödgen                                  | 4,12            | 243                                                   | 59                      |
| Schenkenberg                            | 2,43            | 821                                                   | 338                     |
| Selben                                  | 3,33            | 689                                                   | 207                     |
| Spröda                                  | 6,42            | 270                                                   | 42                      |
| Storkwitz                               | 3,59            | 152                                                   | 42                      |
| Zschepen                                | 2,31            | 409                                                   | 177                     |
| Totaal:                                 | 83,57           | 25.562                                                | 306                     |

De kernstad en de Ortsteile Döbernitz, Gertitz, Kertitz, Schenkenberg, Werben, alsmede delen van Beerendorf, zijn aan elkaar vastgegroeid en vormen het eigenlijke stadsgebied. De andere plaatsjes in de gemeente hebben hun karakter van oud boerendorp nog min of meer gehandhaafd.

## Geografie, verkeer, vervoer

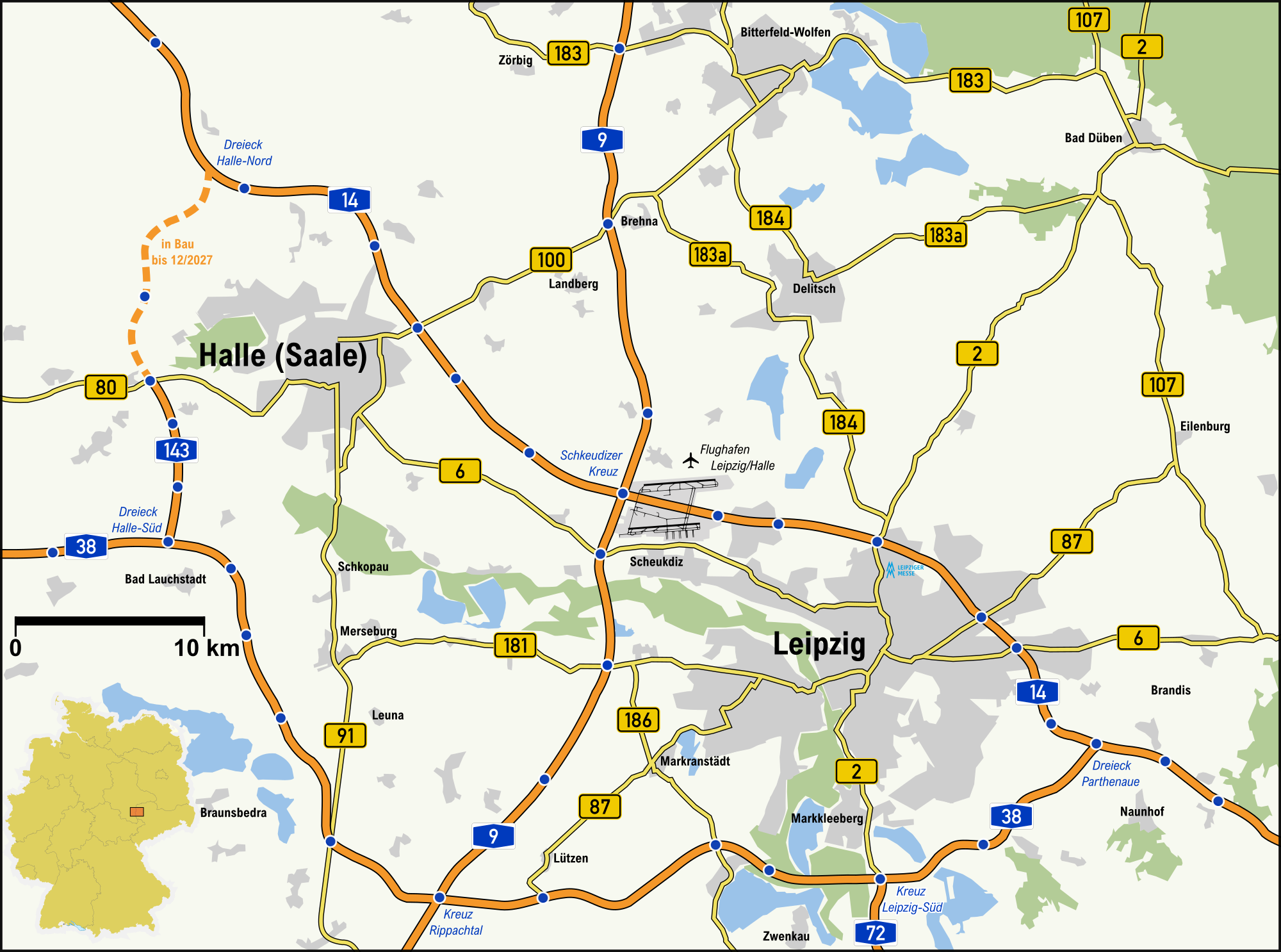
Kaart wegennet rond Leipzig,  Halle en, rechtsboven, Delitzsch
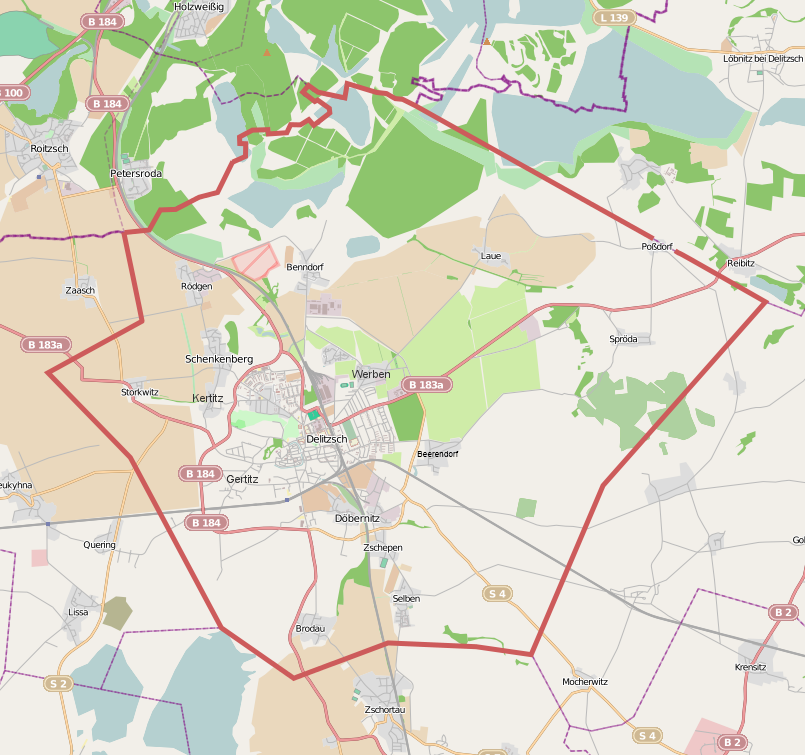
Ligging van de 16 stadsdelen van Delitzsch
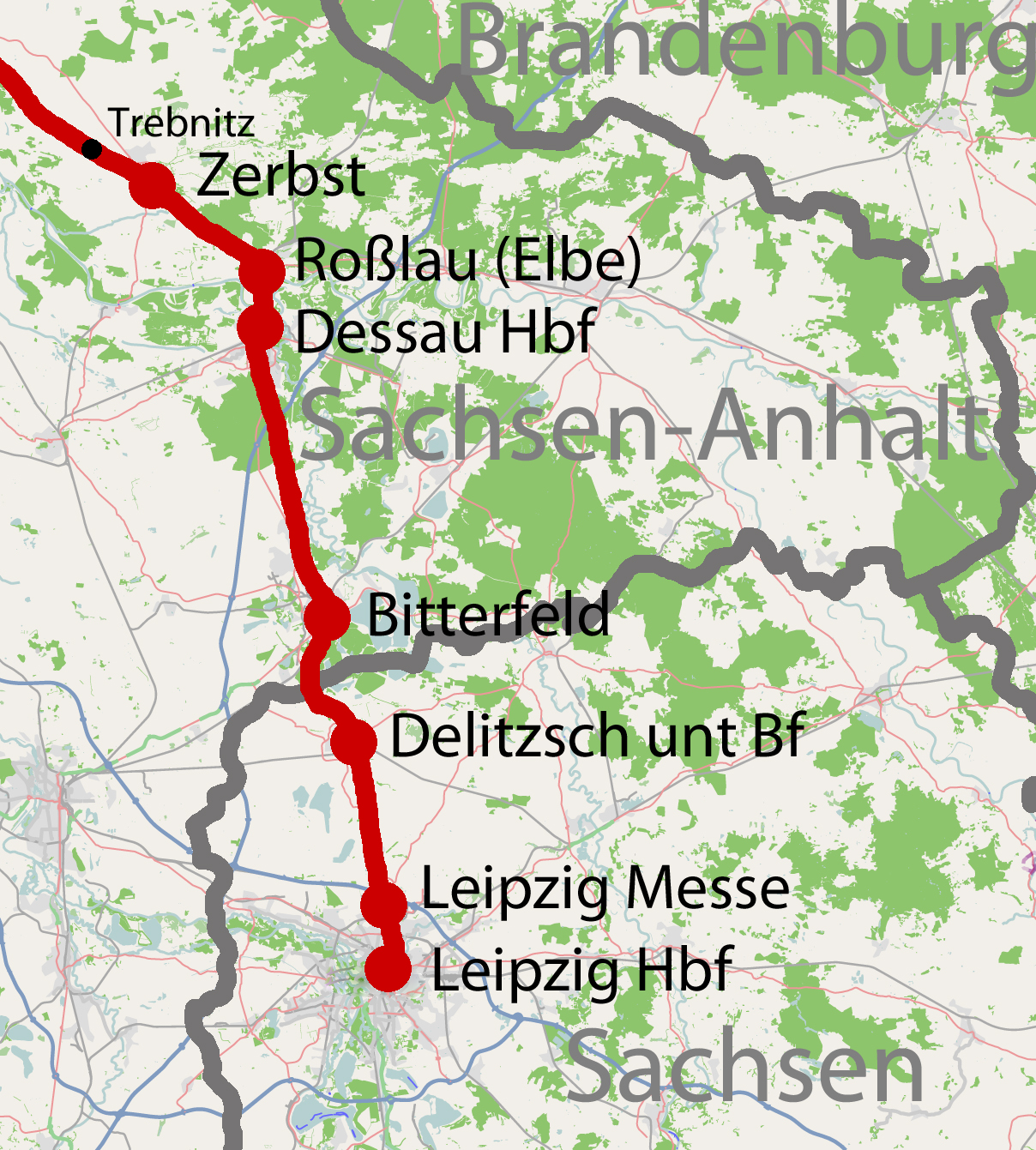
Trajectkaart spoorlijn Trebnitz-Leipzig
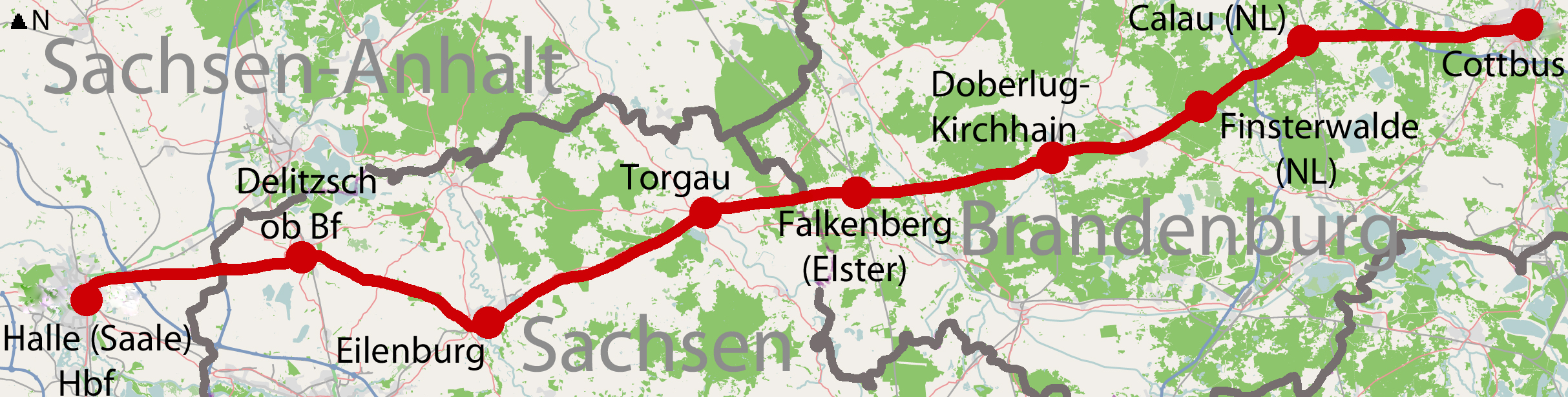
Trajectkaart spoorlijn Halle-Cottbus. NL staat voor: Nieder-Lausitz.
Lijnennetkaart S-Bahn Mitteldeutschland
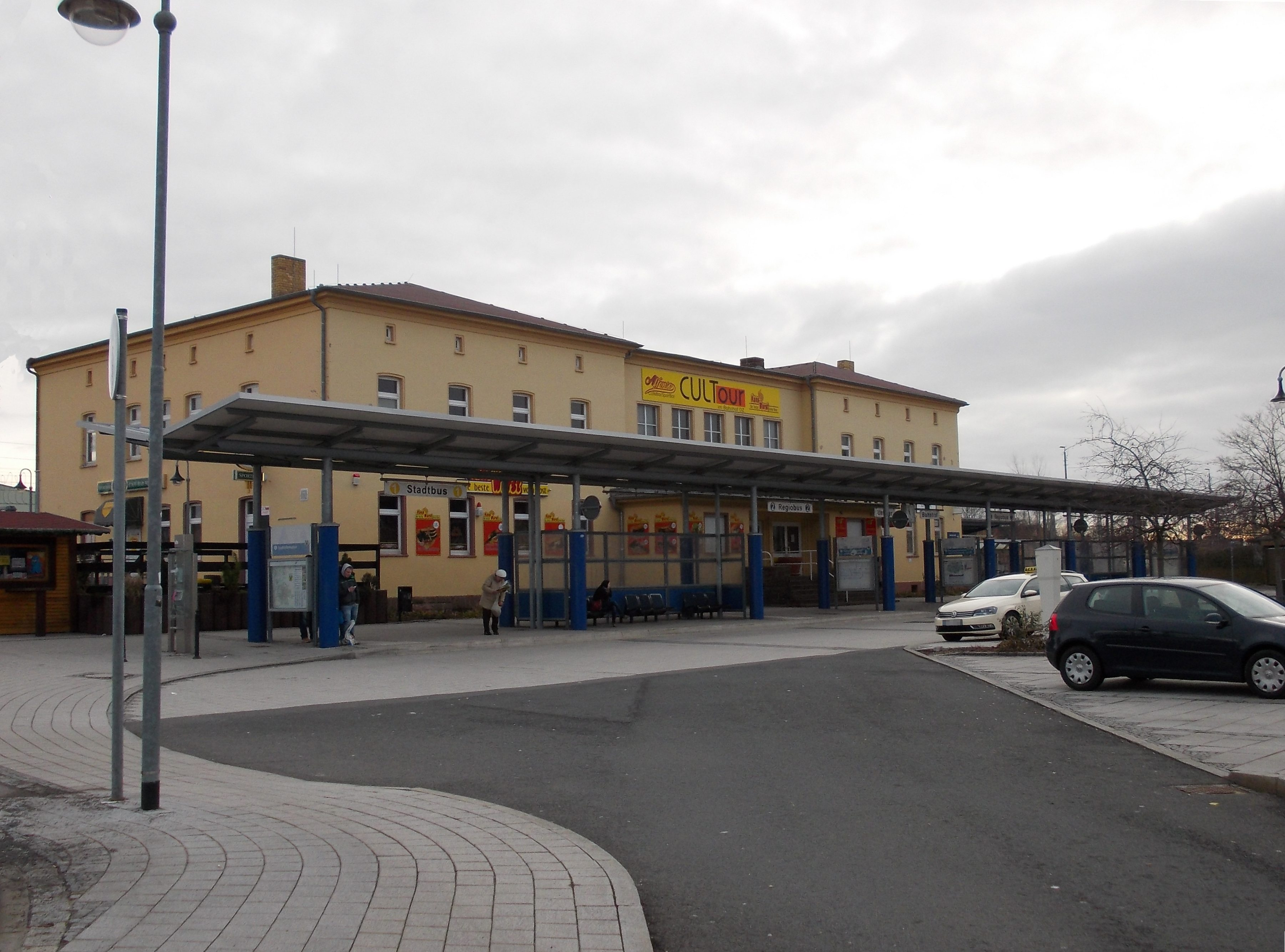
Station Delitzsch unterer Bahnhof
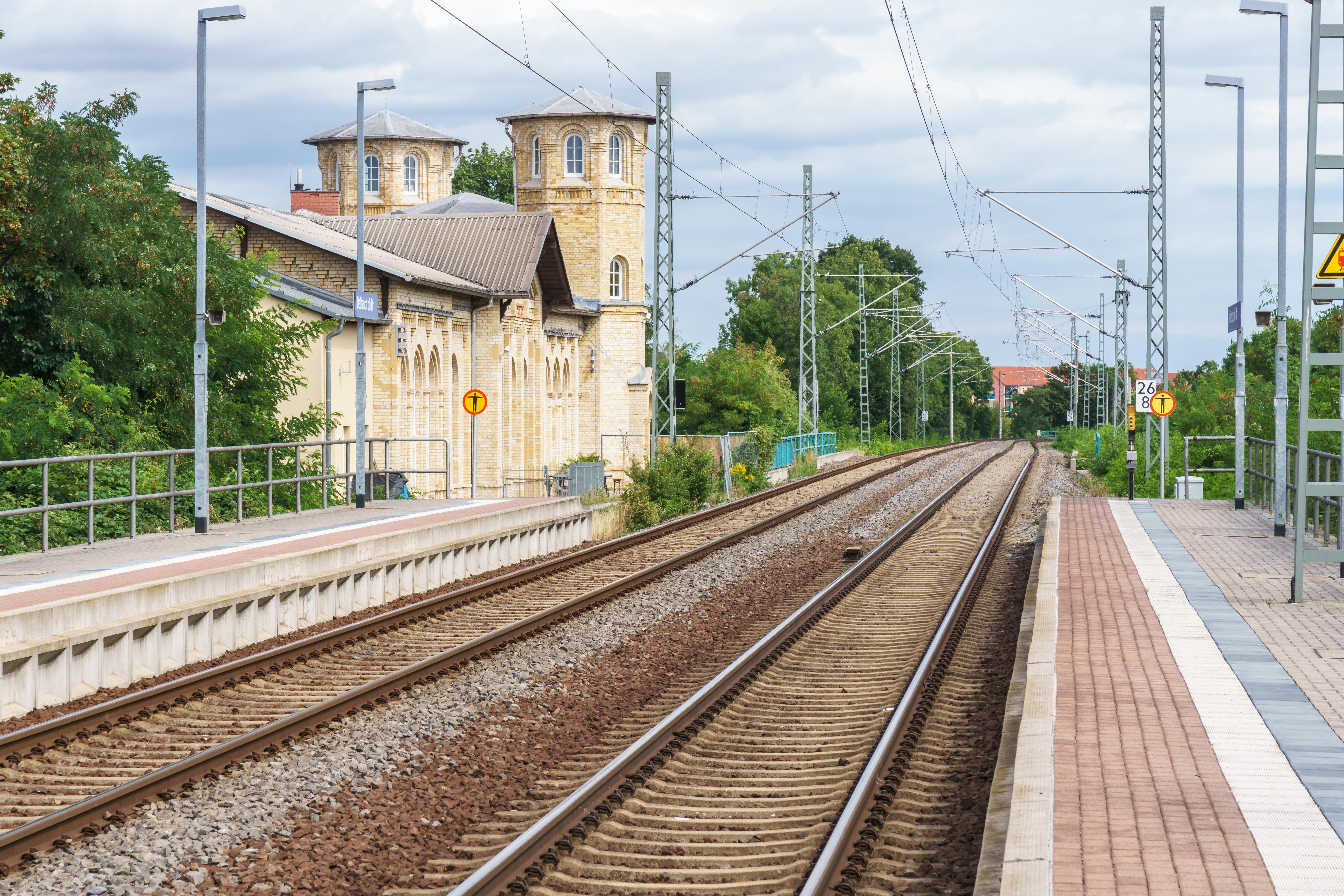
Station Delitzsch oberer Bahnhof
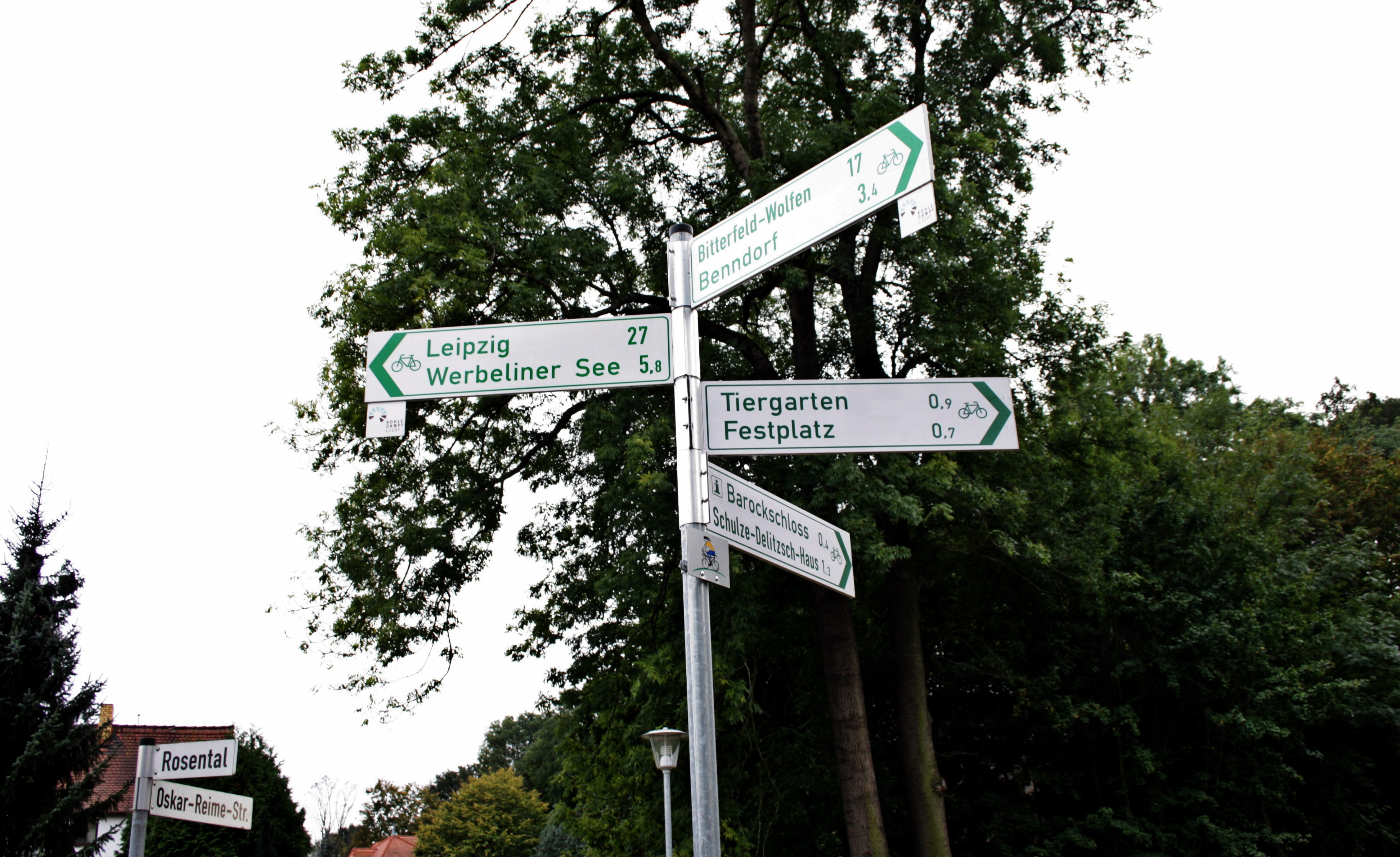
Wegwijzer voor fietsers bij het kasteel van Delitzsch

De beide grote steden Halle en Leipzig liggen hemelsbreed respectievelijk ruim 20 km ten westen en ruim 15 km ten zuiden van Delitzsch.
In het noorden  grenst Delitzsch o.a. aan de sterk geïndustrialiseerde gemeente Bitterfeld-Wolfen, in de deelstaat Saksen. In het noord-noordoosten ligt een gebied met een aantal meren. Deze zijn ontstaan na de sluiting en inundatie van de bruinkoolgroeven rondom Bitterfeld. Andere buurgemeentes van Delitzsch zijn:
- Sandersdorf-Brehna in het west-noordwesten
- Löbnitz in het noordoosten
- Schönwölkau in het oosten
- Zschortau, gemeente Rackwitz, in het zuiden
- Neukyhna, gemeente Wiedemar, in het west-zuidwesten.

Het stadje ligt in een vruchtbaar, deels met löss bedekt, landbouwgebied. In de omgeving lagen vóór 1800 veel terreinen, waarvan de grond uit in het tertiair ontstane afzettingen bestond. Uit dode plantenresten ontstond bruinkool. Erbovenop werd tijdens de beide laatste ijstijden vruchtbaar stof opgewaaid (löss). Na de laatste ijstijd ontwikkelden zich loofbossen, zoals ten noordoosten van de stad en ten oosten van de rivier de Mulde nog de Dübener Heide.
Door Delitzsch loopt een beekje, de Lober, die uitmondt in de Mulde. Het is om de stad heen gelegd bij wijze van stadsgracht.
De belangrijkste verkeerswegen rondom Delitzsch, waaronder de B184 en de B183a, zijn op bovenstaand kaartje aangegeven. De dichtstbijzijnde afritten van de Autobahn A 9 zijn afritten 13 bij Brehna, 9 km ten westen van Delitzsch, en 14 bij Wiedemar, 10 à 12 km ten zuidwesten van Delitzsch.
Delitzsch heeft twee spoorwegstations:
- Delitzsch unterer Bahnhof, ten oosten van het centrum, aan de noord<->zuid-verbinding Trebnitz[4] - Zerbst (Anhalt) - Leipzig Hauptbahnhof[5]; dit station is anno 2025 in renovatie; vóór dit station bevinden zich talrijke bushaltes;
- Delitzsch oberer Bahnhof, aan de oost<->west-verbinding Cottbus -Halle (Saale), 27 km ten oosten van Halle Hbf; dit station is anno 2025 slechts een spoorweghalte. 
  - Beide genoemde spoorlijnen zijn geïntegreerd in het metro- en lightrail-netwerk van de steden Halle en Leipzig, de S-Bahn Mitteldeutschland. Zie op de lijnennetkaart lijn S2, lichtblauw, en lijn S9, paars.

De gemeente bevordert het gebruik van de fiets actief, zowel als alledaags vervoermiddel als voor recreatief gebruik (meerdaagse fietsroutes).

## Economie
Van oudsher van betekenis voor de economie van de gemeente Delitzsch is de akkerbouw. Meer dan de helft van de oppervlakte van de gemeente is akkerland. Er wordt o.a. tarwe, gerst en koolzaad verbouwd, alsmede suikerbieten. 
Van de in de 19e en 20e eeuw ontstane industrie is met name midden- en kleinbedrijf overgebleven, waaronder kleine fabrieken van gevelisolatie-materialen en ongediertebestrijdingsmiddelen. Grotere bedrijven, die de sanering na de Duitse hereniging van 1990 doorstonden, zijn de spoorweg-reparatiewerkplaats en, na een faillissement, doorstart en overname, de chocoladefabriek. 
Op de locatie van de voormalige suikerfabriek en biogas-centrale is een nieuw concept voor nieuwe technologie in uitvoering.
Geruchtmakende proefboringen naar zeldzame aardmetalen, op 600 meter diepte, in 2012, bij Storkwitz,  leverden wel positieve resultaten op, maar in 2017 bleek uit nader onderzoek winning ervan economisch niet haalbaar. 

## Geschiedenis

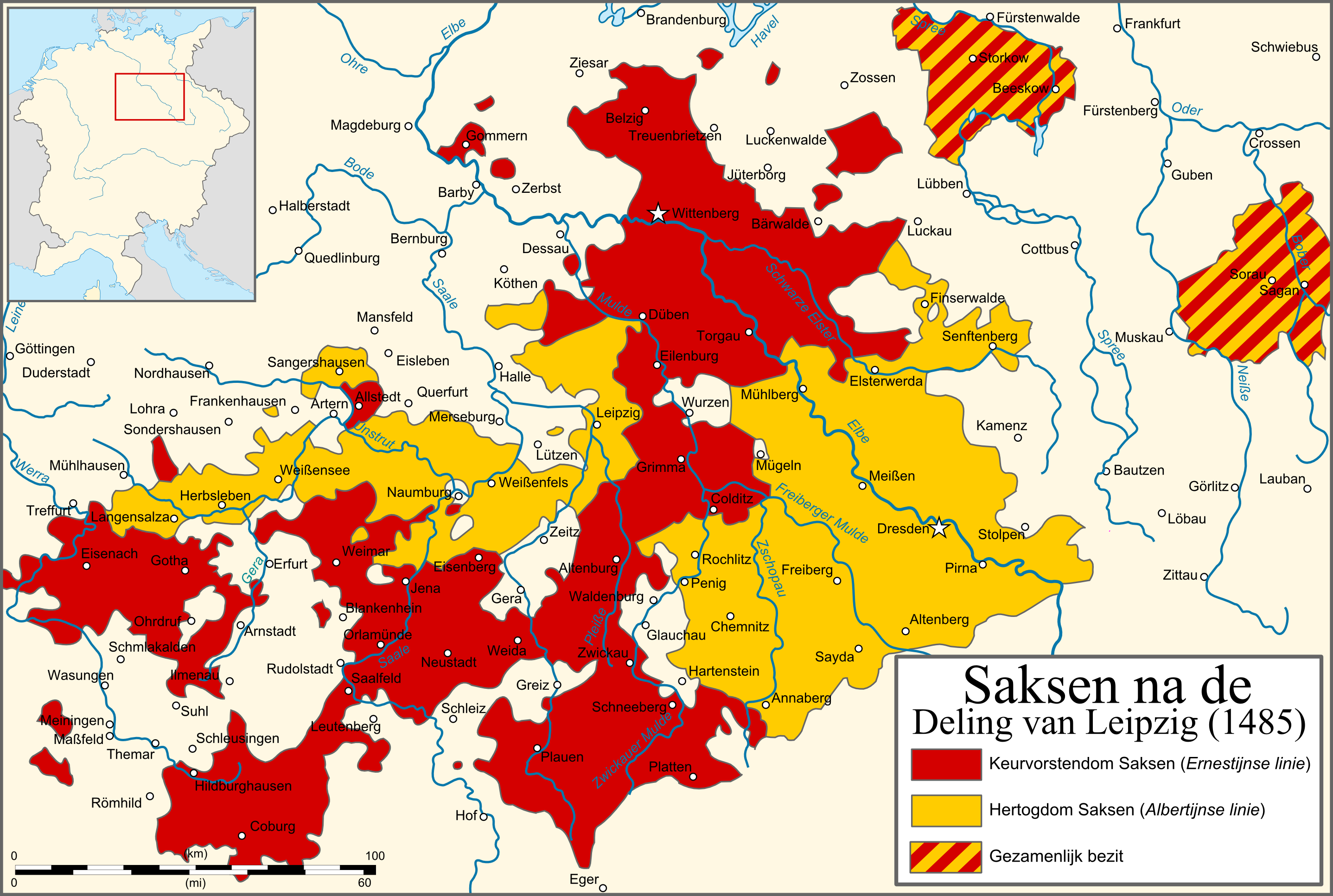
Keurvorstendom en Hertogdom Saksen na de verdeling van 1485: rood: Keurvorstendom, Albertijnen; geel: Hertogdom, Ernestijnen.
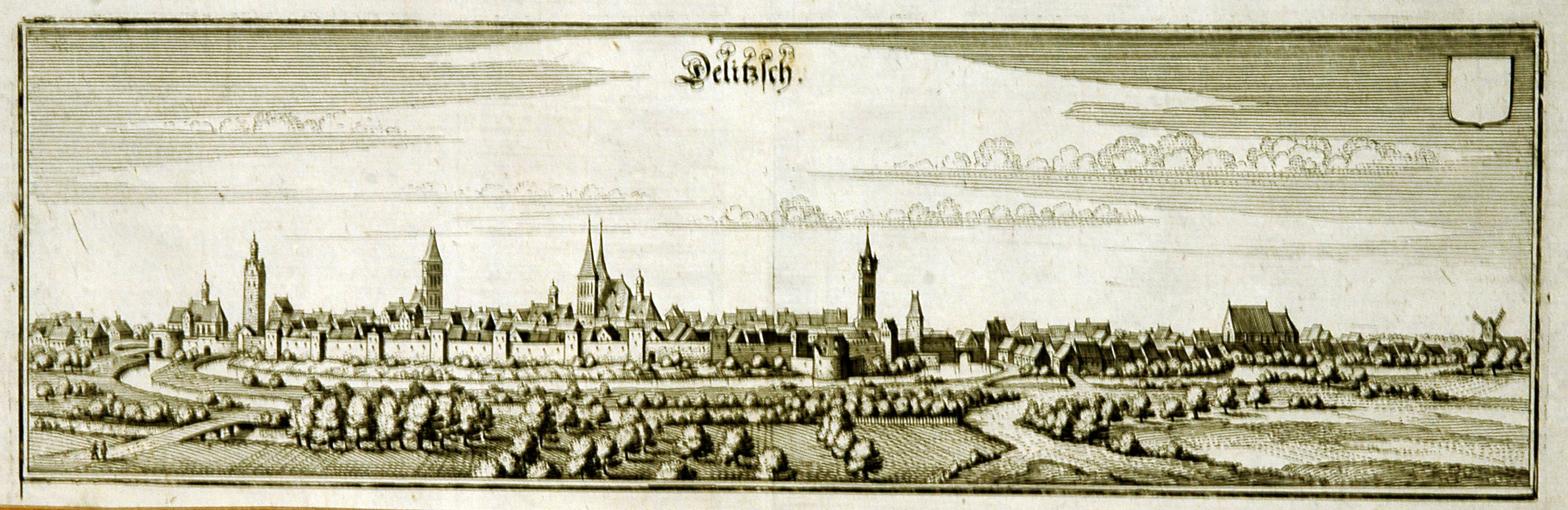
Delitzsch op een Merian-prent, omstreeks 1650
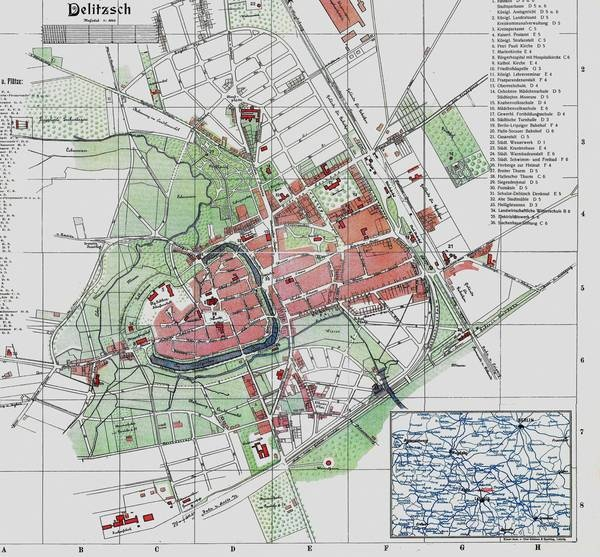
Stadsplattegrond, 1936
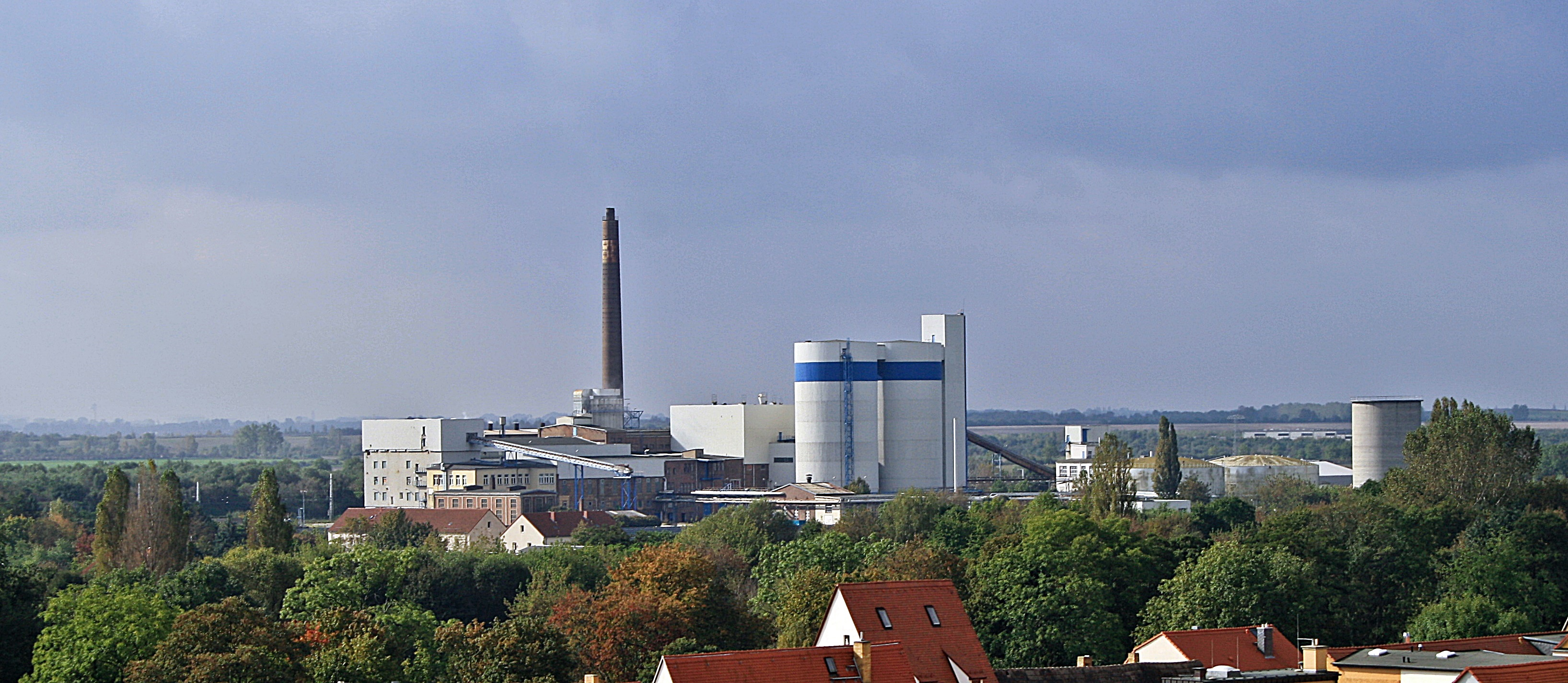
Biogas-installatie (2014)

Delitzsch ontstond in de middeleeuwen uit een aanvankelijk Slavische burcht met aangrenzende nederzetting. De naam komt van Sorbisch děľc of delč, heuvel.  In 1200 verwierf de plaats stadsrechten.   In 1485 kwam Delitzsch aan het Keurvorstendom Saksen.
In de 16e eeuw werd het stadje als gevolg van de Reformatie protestants. De meerderheid van de christenen in de gemeente is tot op de huidige dag aanhanger van deze gezindte. Dat geldt, tenzij anders vermeld, ook voor de in dit artikel genoemde kerkgebouwen.
In de Dertigjarige Oorlog (1618-1648) had Delitzsch veel ellende te verduren, o.a. door oorlogsgeweld, plunderingen en pestepidemieën (ook in 1582 had de pest in de stad al meer dan 800 mensen het leven gekost). Na deze oorlog kwam de stad in 1652 aan het Hertogdom Saksen-Merseburg, onder hertog Christiaan I van Saksen-Merseburg. Diens gemalin, Christiana (1634-1701), liet het kort tevoren op last van de hertog in barokstijl gerenoveerde kasteel van Delitzsch van een baroktuin voorzien, en zij is daar ook overleden.
In de 18e eeuw was de vervaardiging van wollen kousen een van de belangrijkste middelen van bestaan te Delitzsch.
Van 1889 tot 2001 stond te Delitzsch een grote suikerfabriek. In het leegstaande gebouw werd daarna tot 2016 een biogas-installatie voor de opwekking van elektriciteit geëxploiteerd. In 1894 werd in Delitzsch een snoep- en chocoladefabriek geopend, die in 2008 door het bekende bedrijf Halloren Schokoladenfabrik uit Halle werd overgenomen. In 1908 opende een belangrijke reparatiewerkplaats voor spoorwegmaterieel haar deuren, waar honderden mannen uit Delitzsch werk vonden.
In de lente van 1945, aan het eind van de Tweede Wereldoorlog, werd de omgeving van de beide stations deels verwoest door een luchtbombardement door de Geallieerden. Van 1949 tot 1990 lag de gemeente in de DDR.
Omstreeks 1975 begonnen de autoriteiten van de DDR met de winning van bruinkool in dagbouw ten zuidwesten van Delitzsch.  Een naburig dorp, Werbelin (gemeente Rackwitz), werd ontruimd en gesloopt. Juist toen Brodau , gemeente  Delitzsch,  datzelfde lot te wachten stond, vond in 1990 de Duitse hereniging plaats. De nieuwe regering staakte, om economische en milieuredenen, de bruinkoolwinning.  De groeve werd onder water gezet en maakte plaats voor de Werbeliner See. Brodau bleef gespaard.

## Bezienswaardigheden
Het kasteel van Delitzsch, verreweg het belangrijkste gebouw van de stad, kan bezichtigd worden,  en huisvest onder andere de plaatselijke Tourist Info en een museum. Dit Barockschloss neemt de noordwestelijke hoek van het stadscentrum in. In 1387-91 liet Willem I van Meißen op de plaats van de oude, houten, Slavische Burgward een burcht in gotische stijl bouwen. Hiervan resteert nog de toren. Tussen 1550 en 1558 liet August  van Saksen het kasteel in  renaissancestijl  renoveren. Stad en kasteel kwamen eind 17e eeuw  in bezit van hertog Christiaan I van Saksen-Merseburg. Diens gemalin, Christiana (1634-1701), liet het slot kort tevoren op last van de hertog in barokstijl gerenoveerde kasteel van Delitzsch van een baroktuin voorzien, en zij is daar, op haar weduwzate, ook overleden. In 1695 werd de toren van het kasteel, naar de barok-mode van die tijd, voorzien van een merkwaardige ui-koepel, in het Duits Welsche  Haube  genaamd. In de 18e en 19e eeuw raakte het slot in verval. Het grootste deel van de inboedel werd verkocht. Later diende Schloss Delitzsch  achtereenvolgens als kazerne, en, van 1860 tot 1926, als vrouwengevangenis. Na een eerste restauratie werd het in 1931 als museum in gebruik genomen. Anno 2025 zijn talrijke gerestaureerde en gereconstrueerde vertrekken ter bezichtiging  opengesteld.  Verder is er een museum,  een muziekschool  en de stedelijke trouwzaal gevestigd. In het Duitstalige Wikipedia-artikel over het kasteel is het uitvoerig,  kamer voor kamer, beschreven.
Verspreid door het historische, ten dele omgrachte, stadscentrum staan verscheidene oude kerken en andere monumentale gebouwen, zie onderstaande afbeeldingen. De beide hoge stadstorens dateren van kort vóór 1400 en vormden met de bijbehorende poorten delen van de 14e-eeuwse stadsomwalling.
Jaarlijks wordt, eind juni, een groot volksfeest gehouden, het Peter-und-Paul-Fest, met o.a. historische optochten, een kermis enz..

## Afbeeldingen

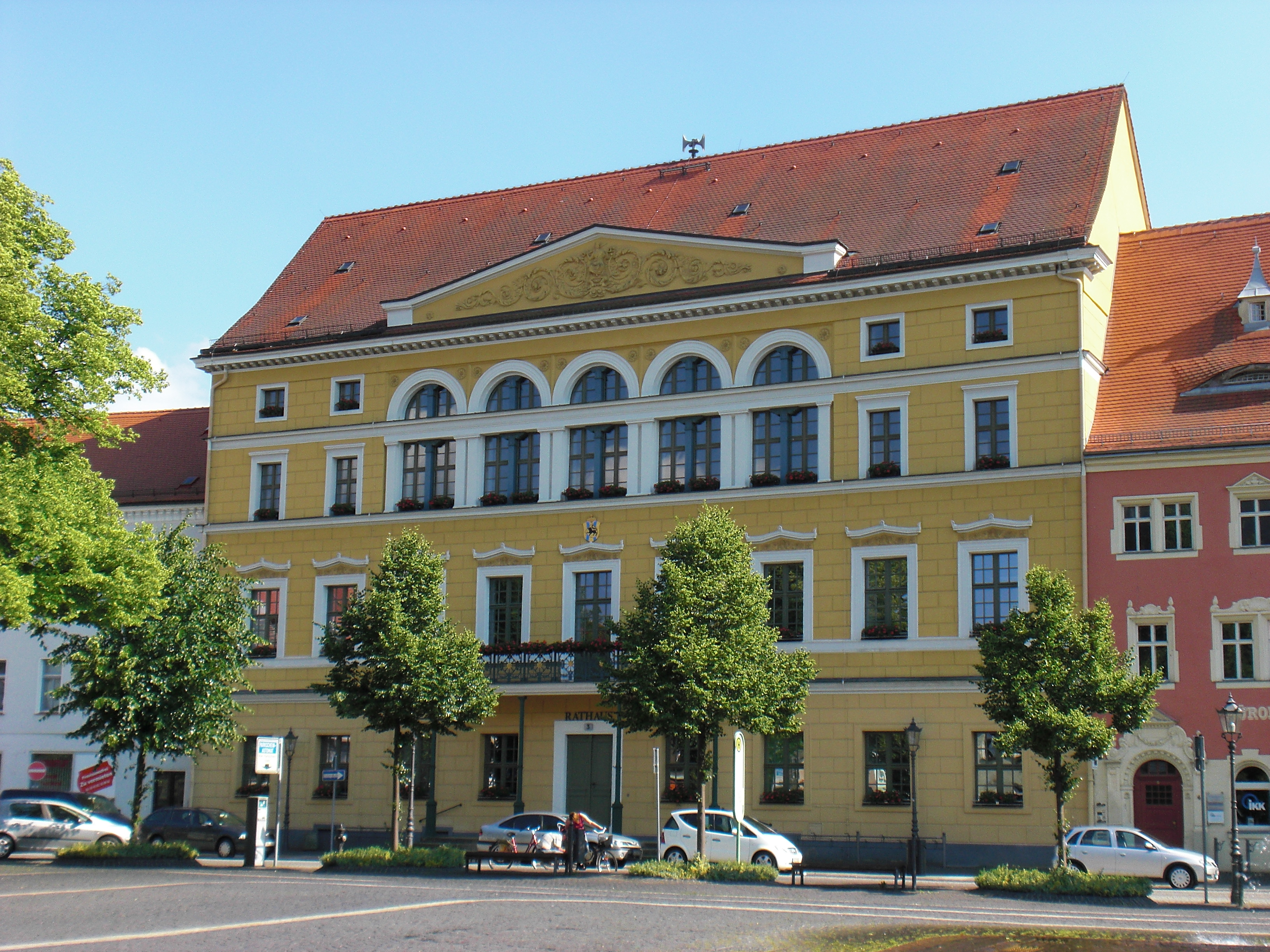
Stadhuis
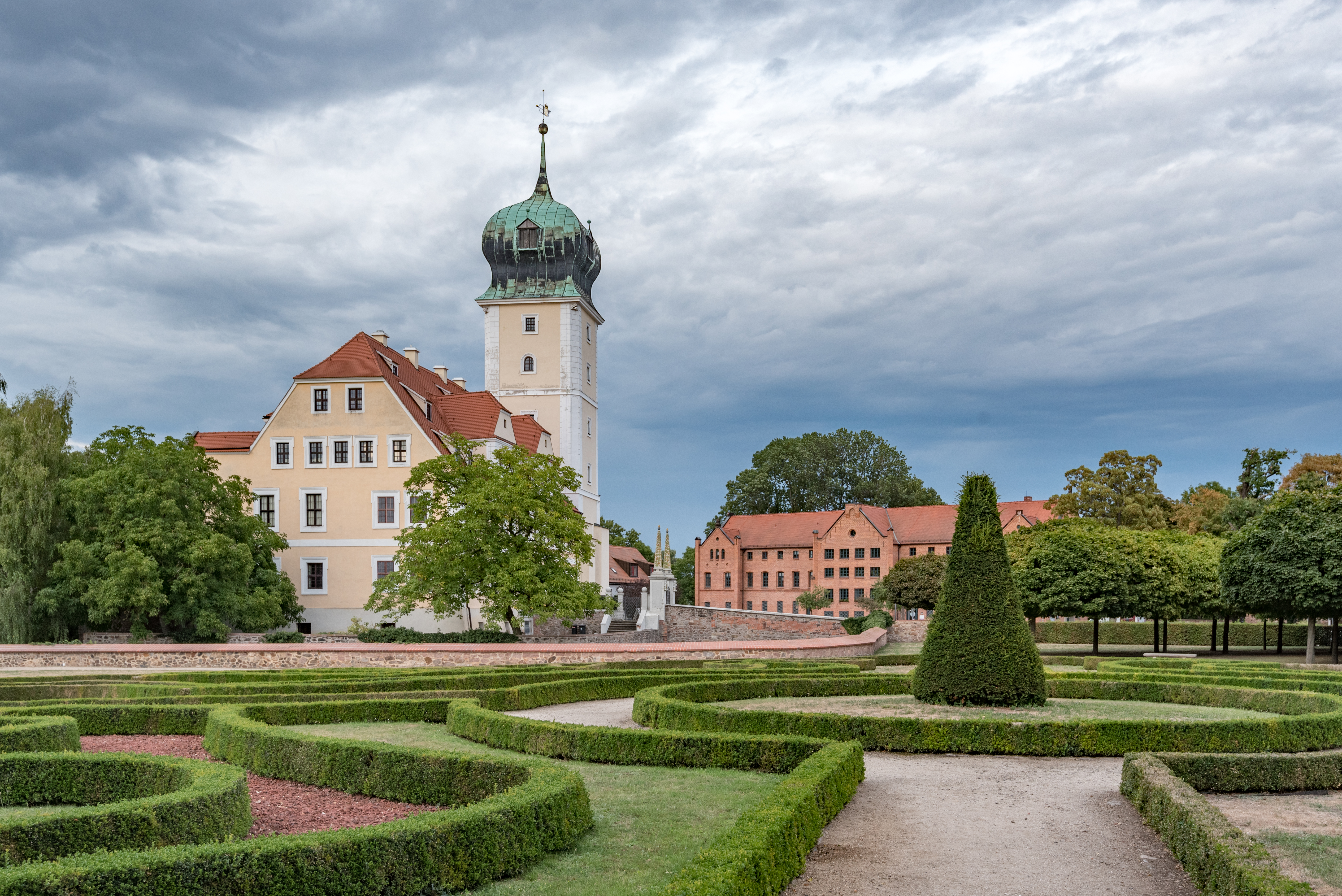
Kasteel Delitzsch
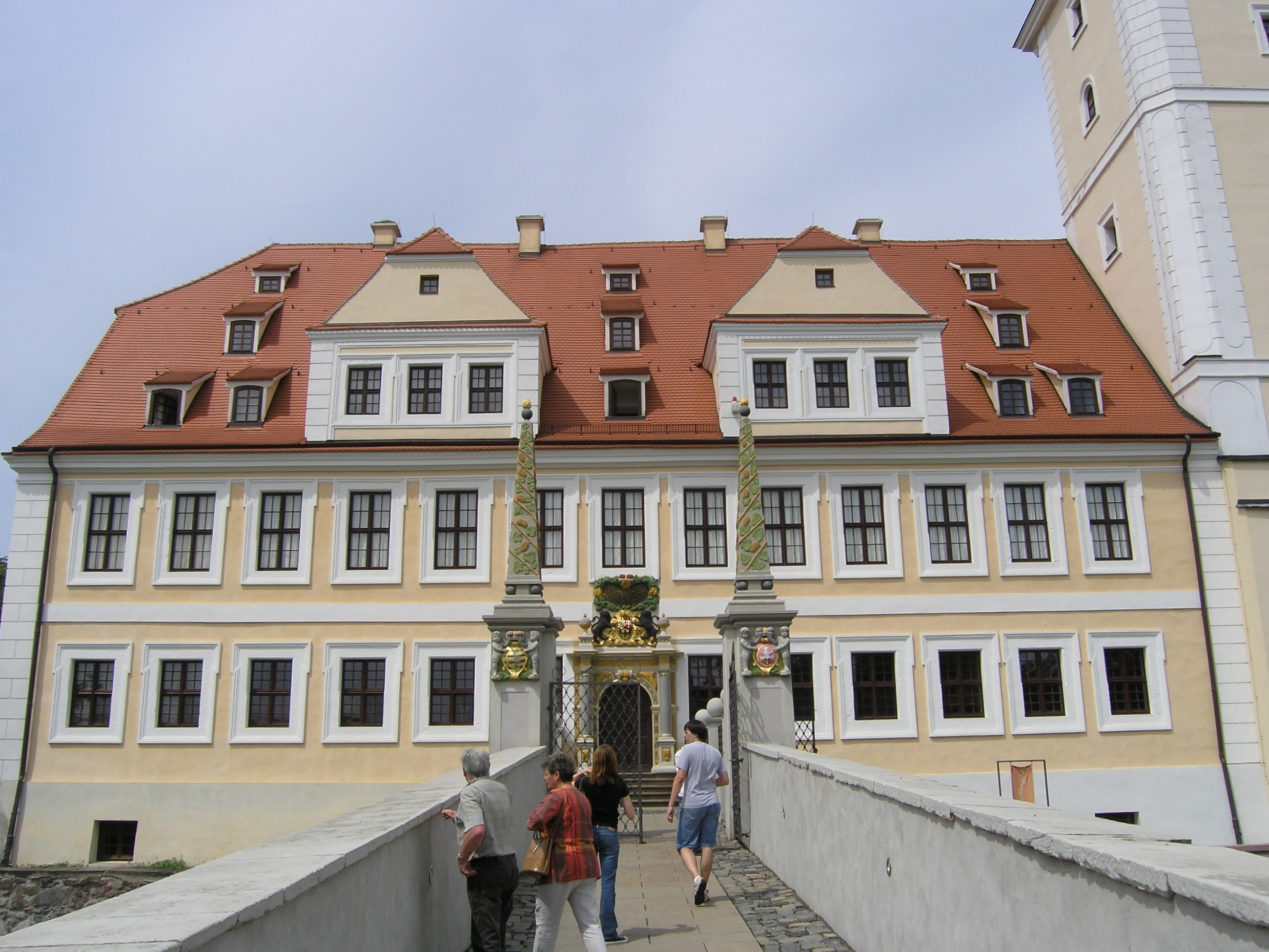
Hoofdgebouw van dit kasteel,  zgn. Herrenhaus met obelisken
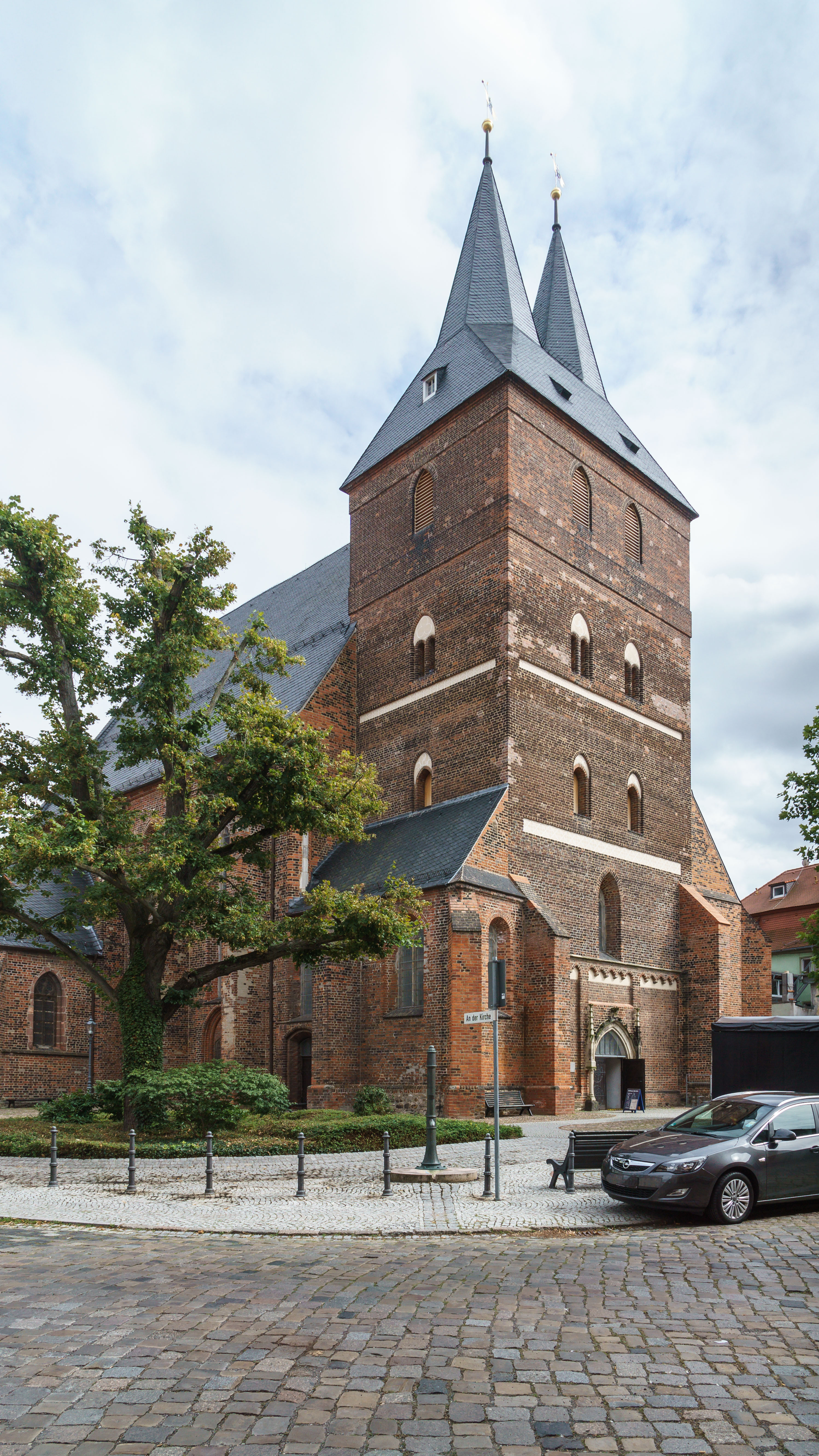
15e-eeuwse, gotische Petrus-en-Pauluskerk
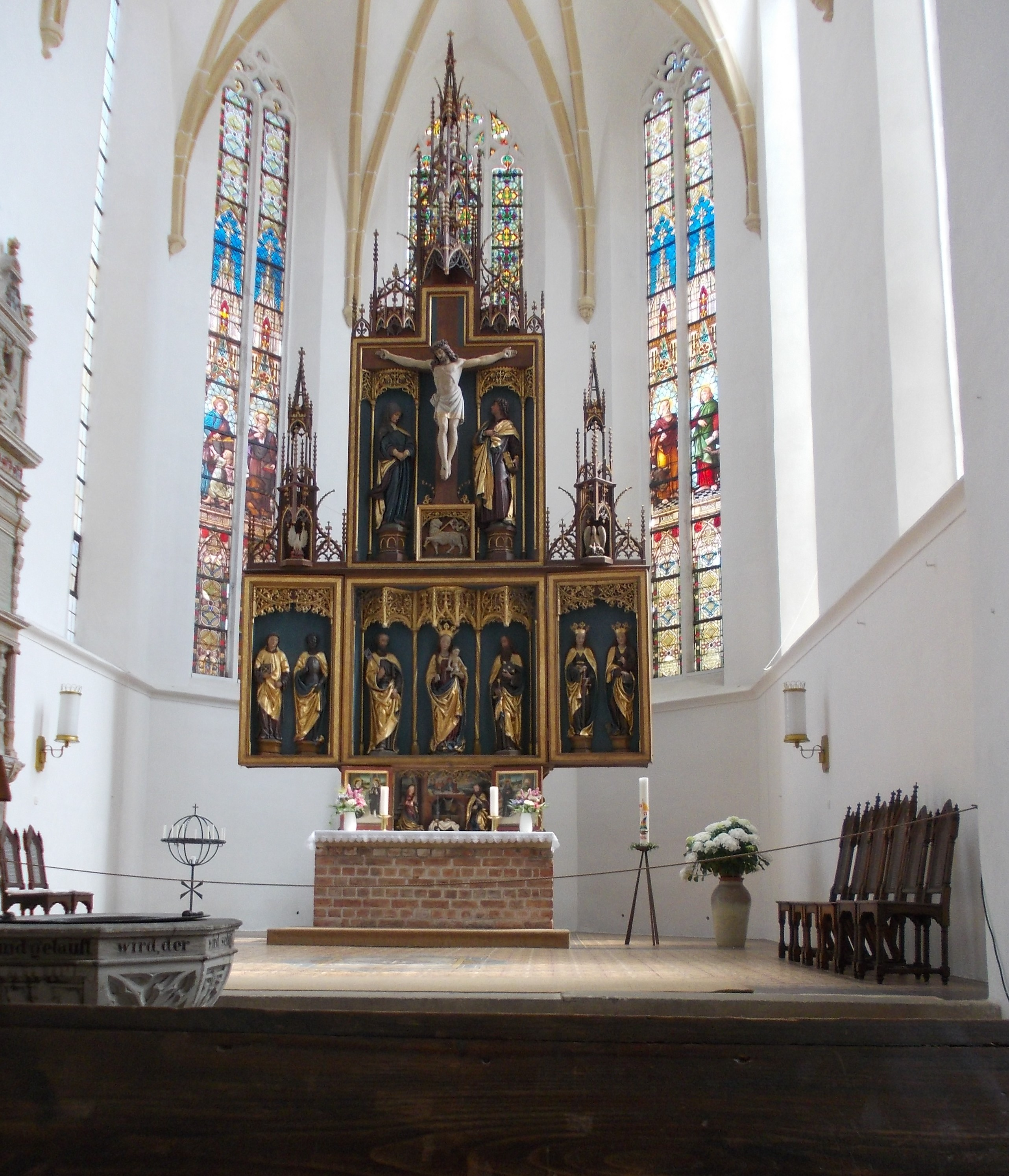
Vleugelaltaar in deze kerk, 1492
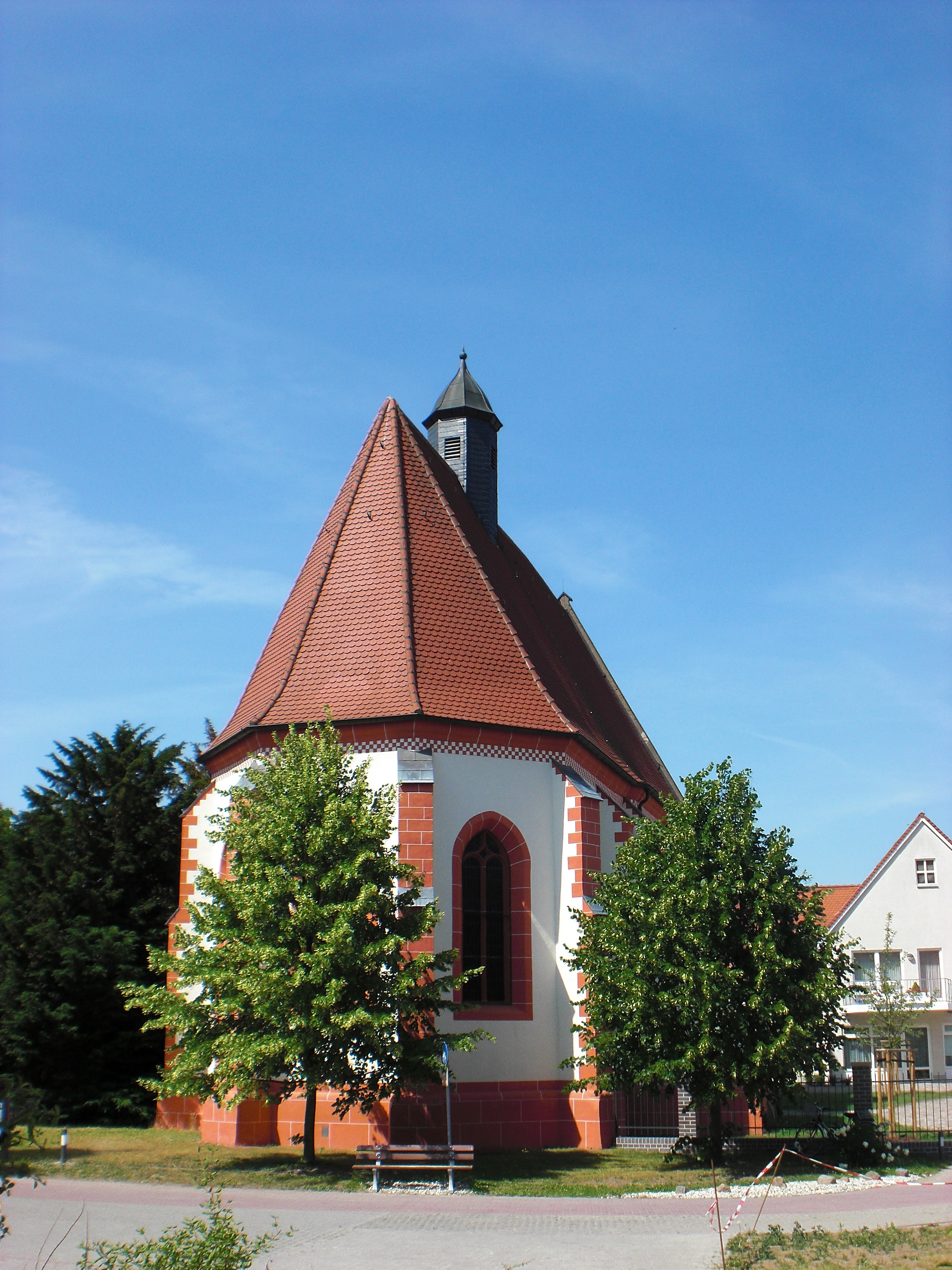
Hospitaalkerk St. Joris (1516)
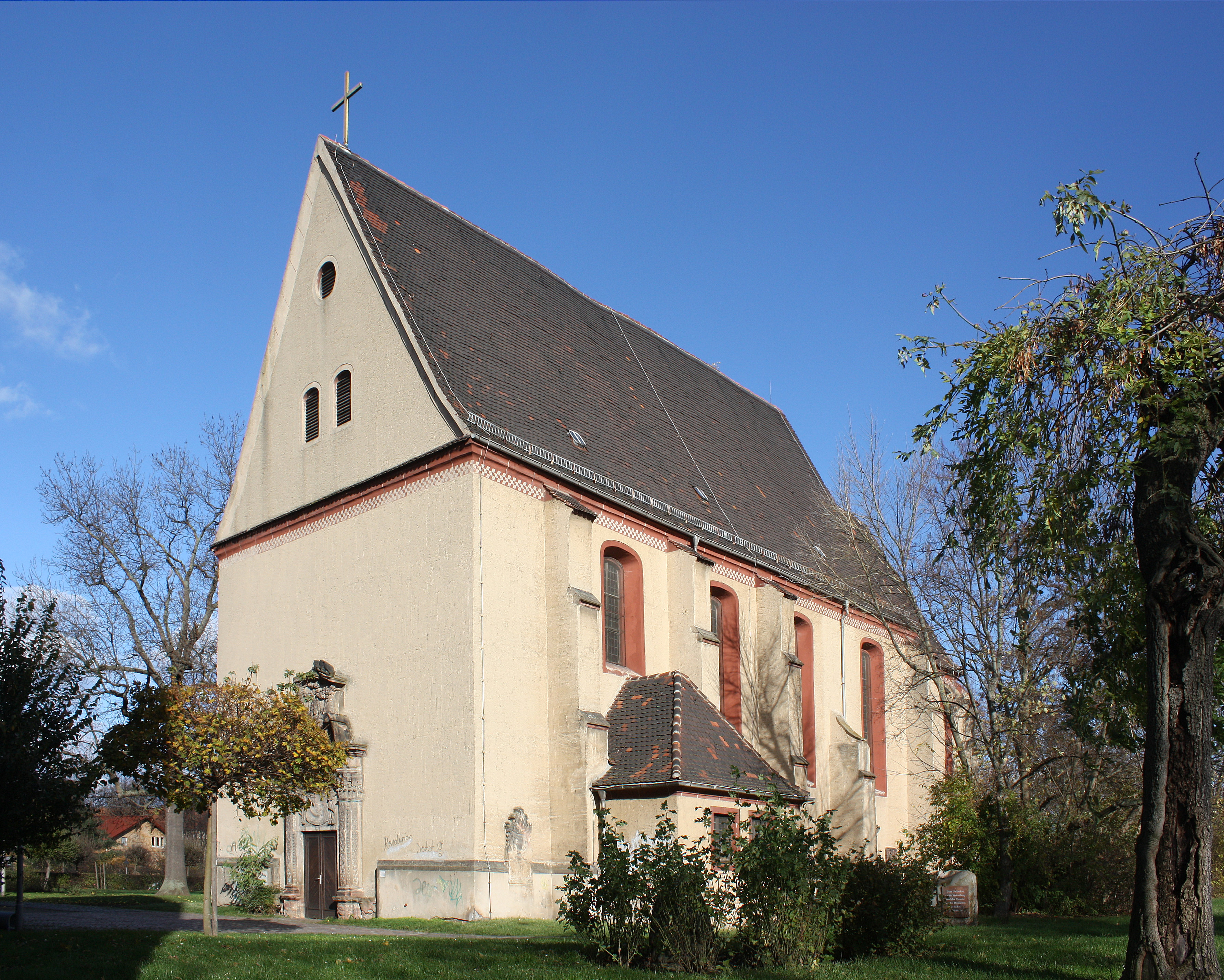
Evang.-lutherse Mariakerk (1485)
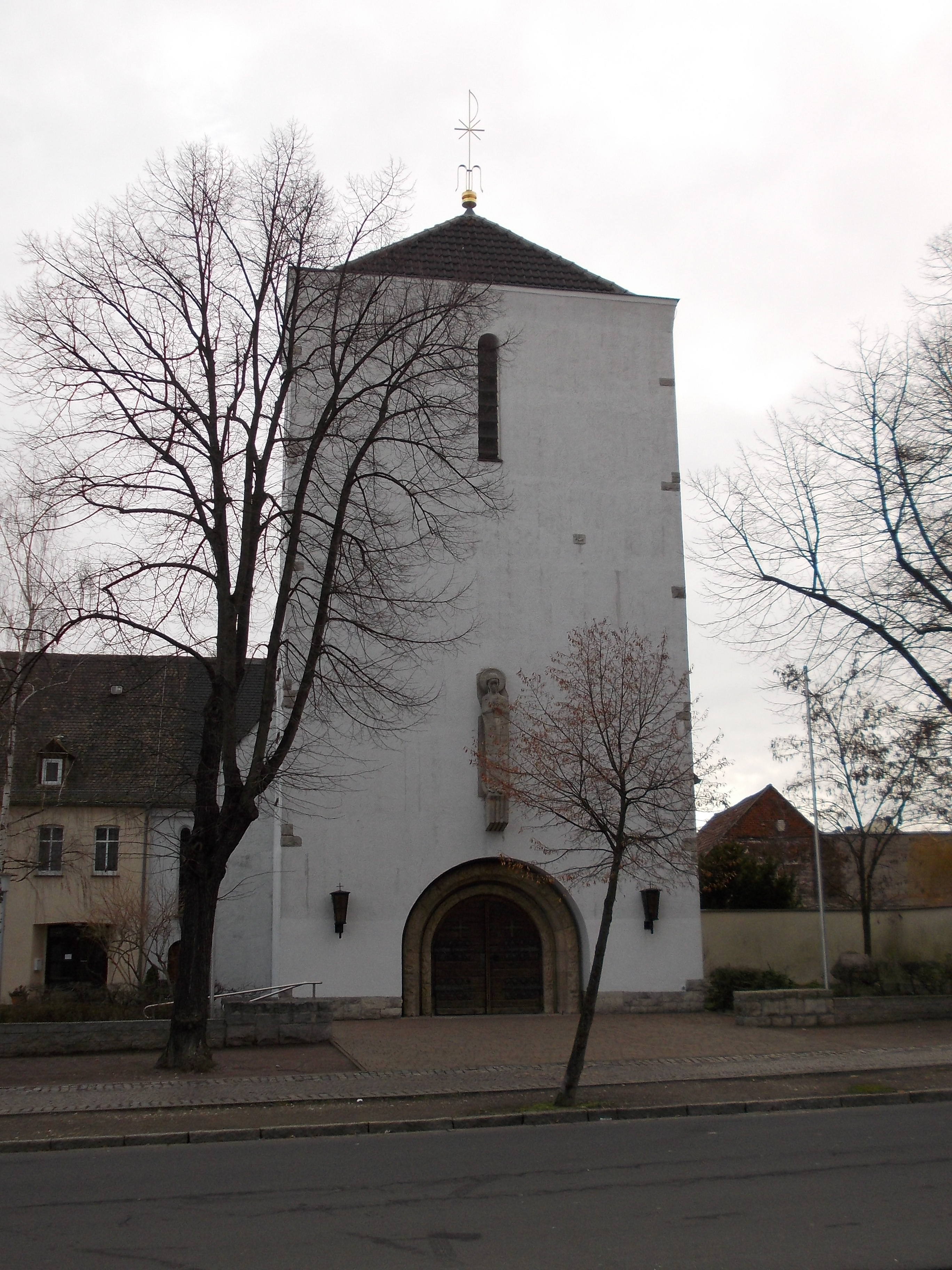
R.K. Maria- of Clarakerk (1936)
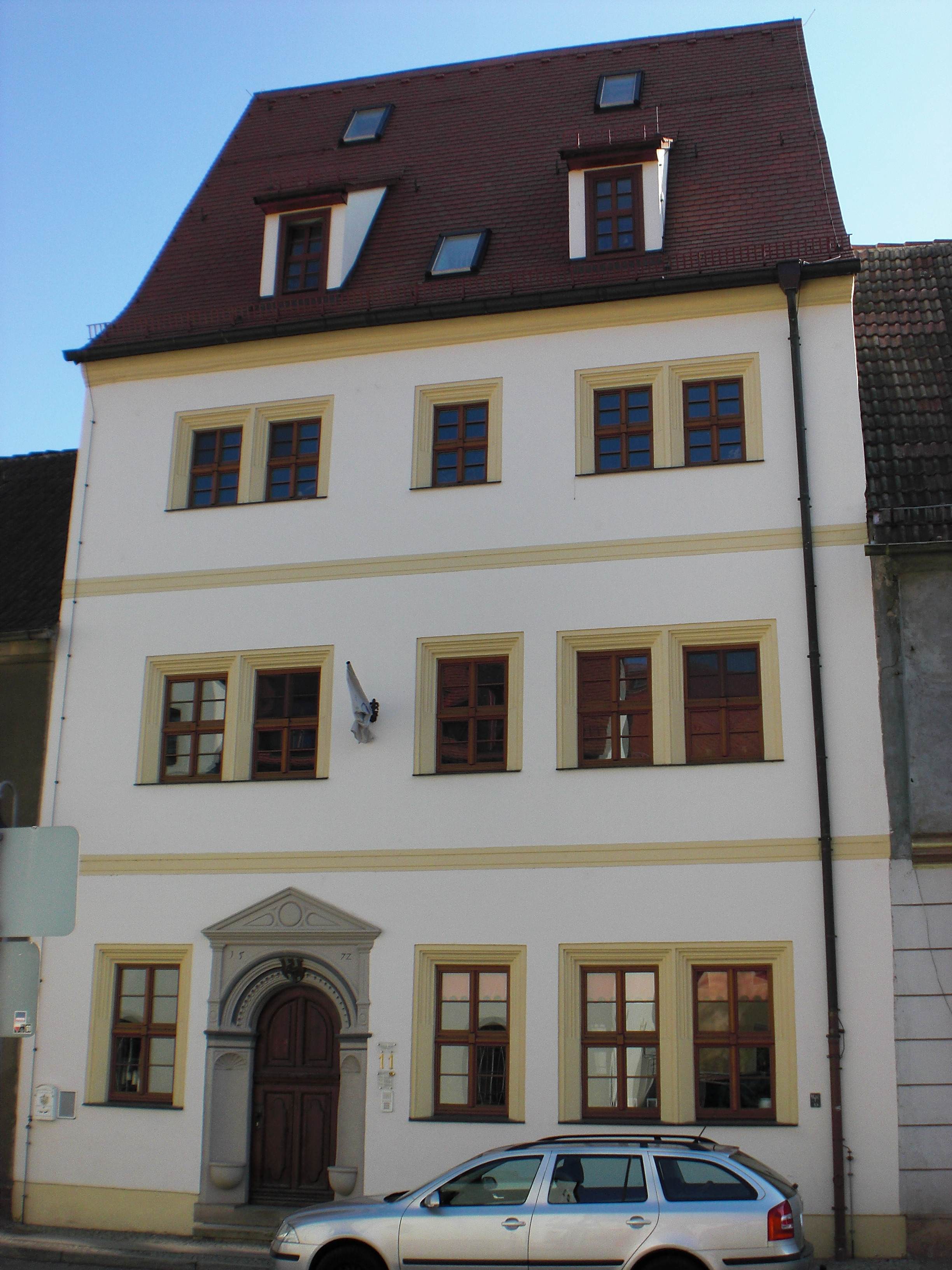
Stadsschrijvershuis (1572; als kunstgalerie in gebruik)
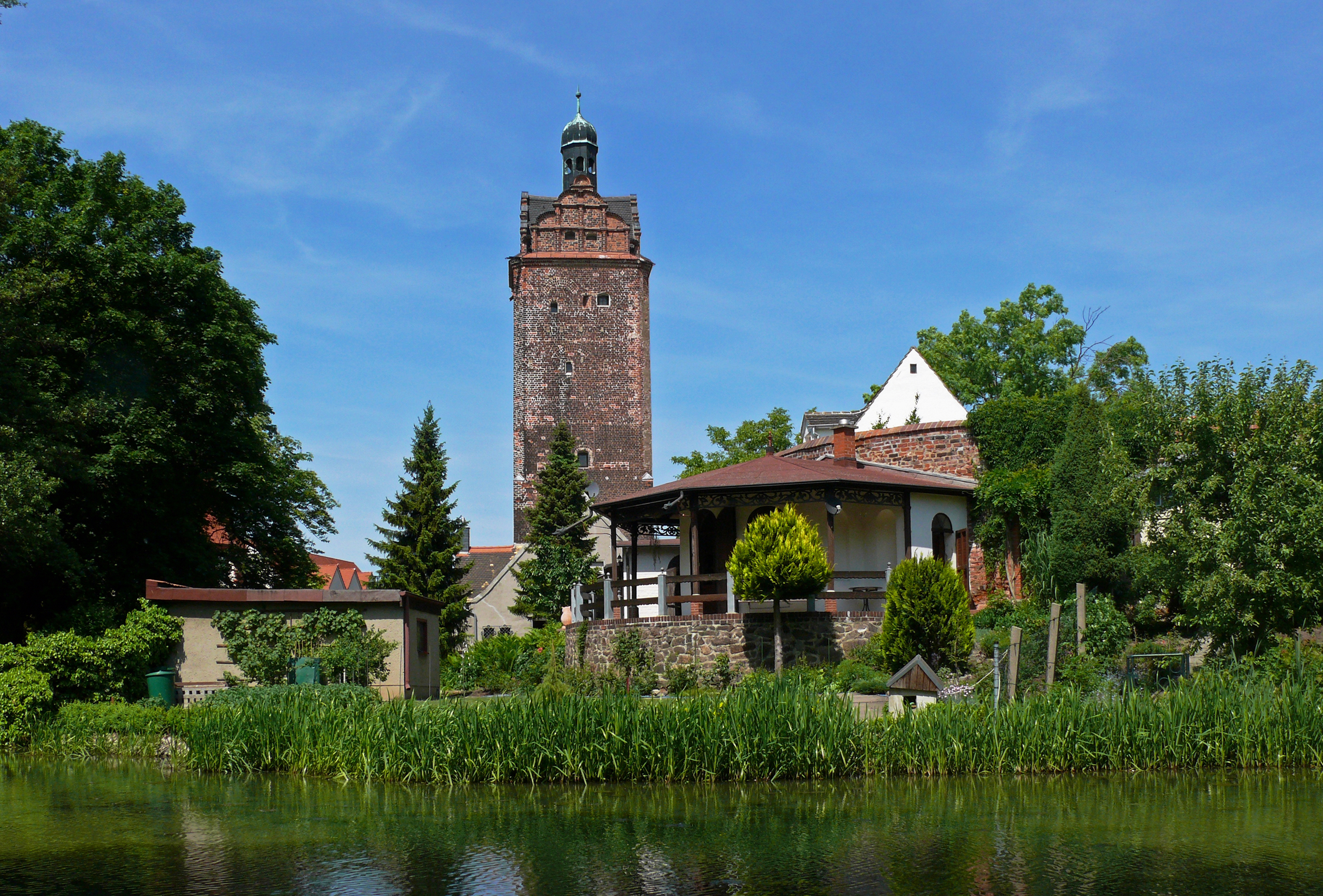
Stadstoren Hallescher Turm
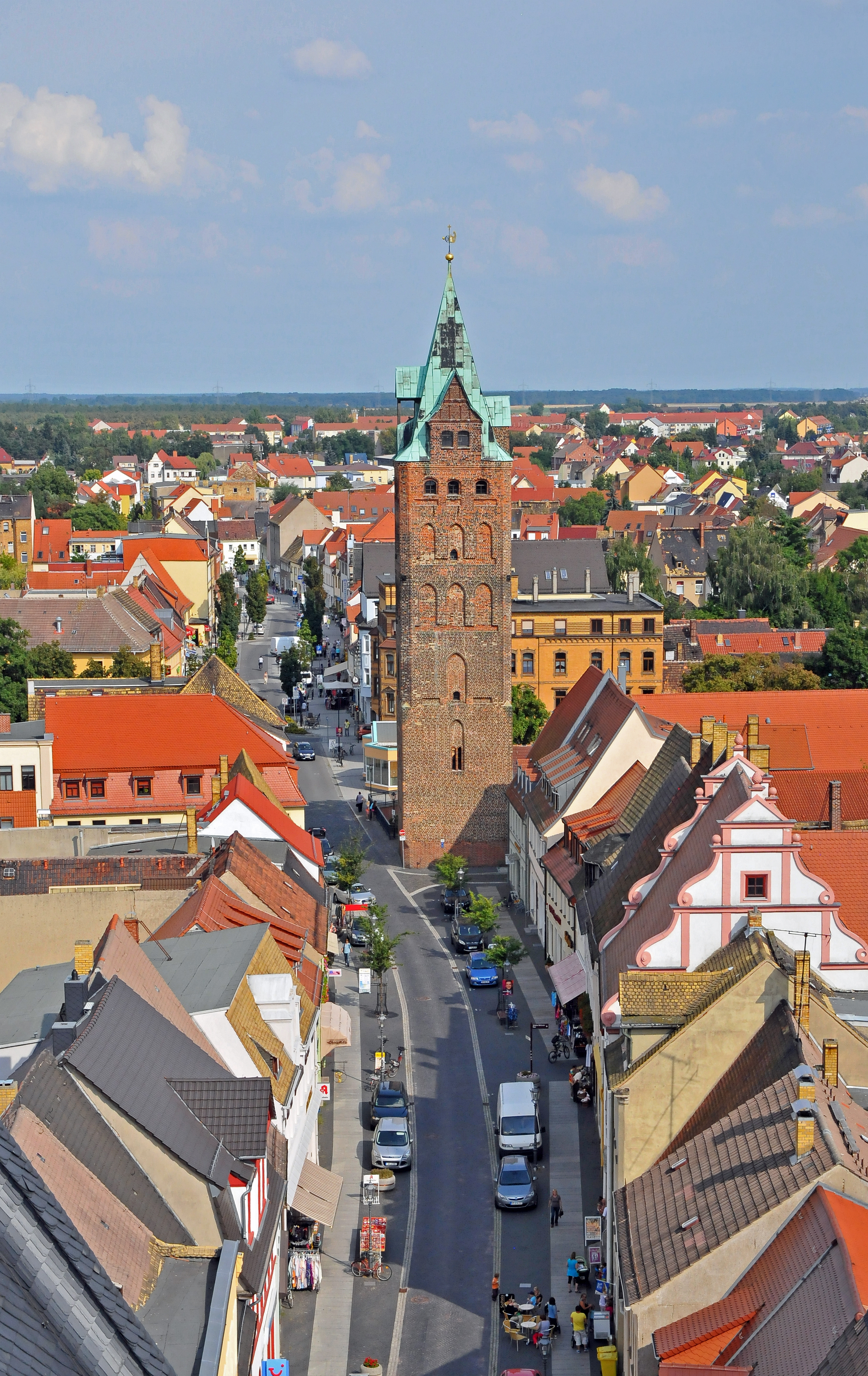
Breite Straße en stadstoren Breiter Turm
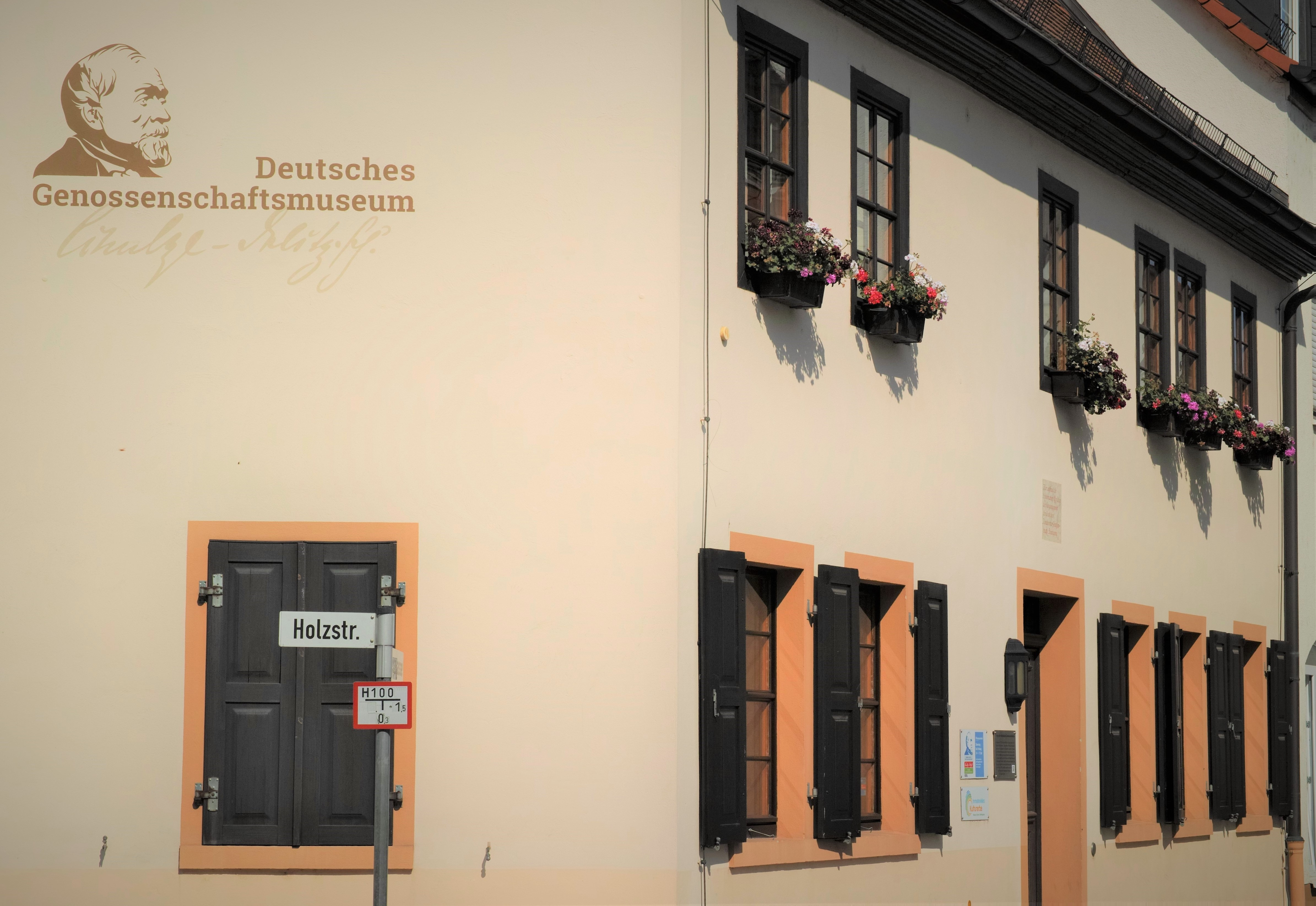
Schulze-Delitzsch-Haus (museum)
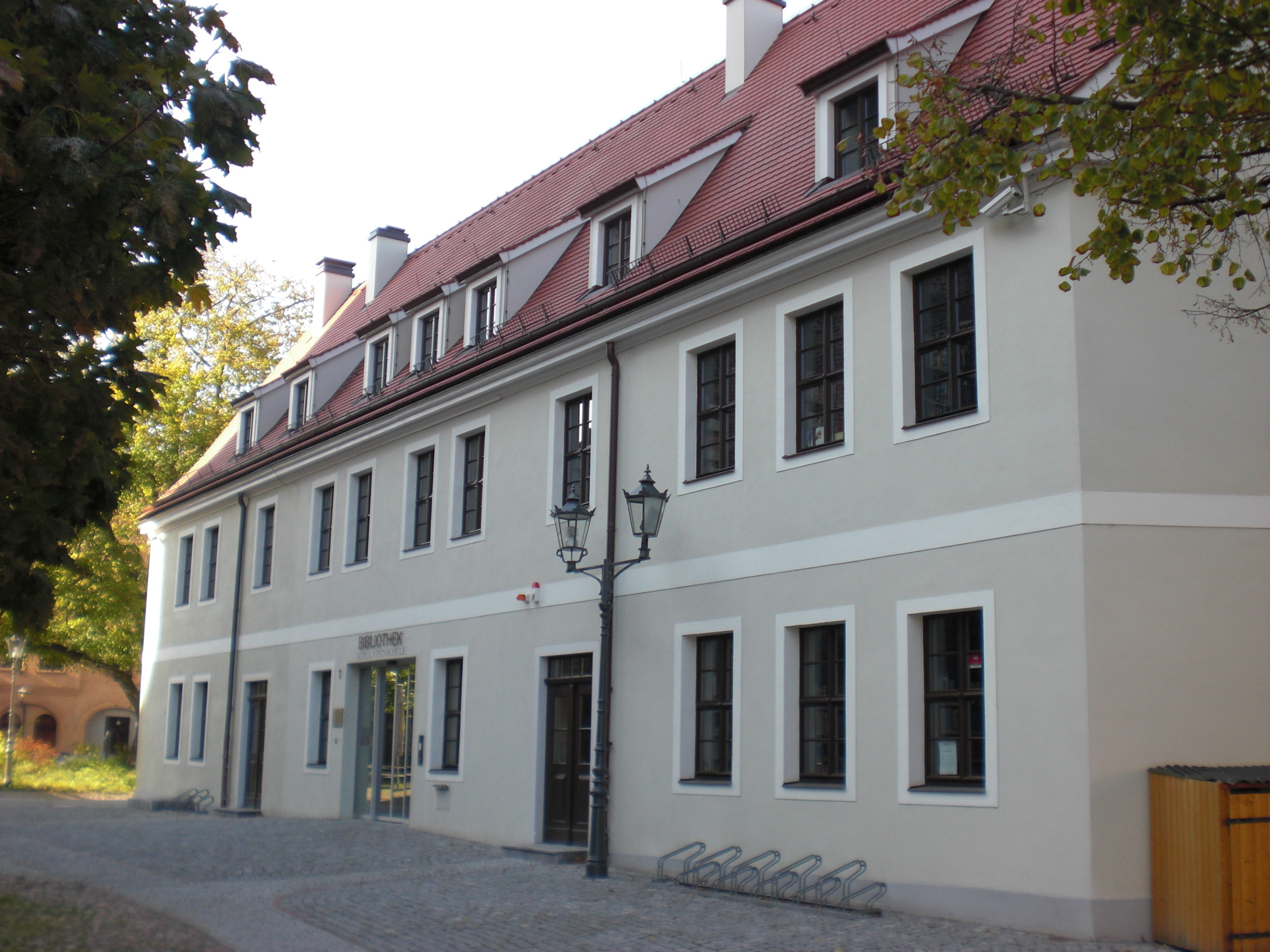
Voormalige Latijnse school, thans openbare bibliotheek
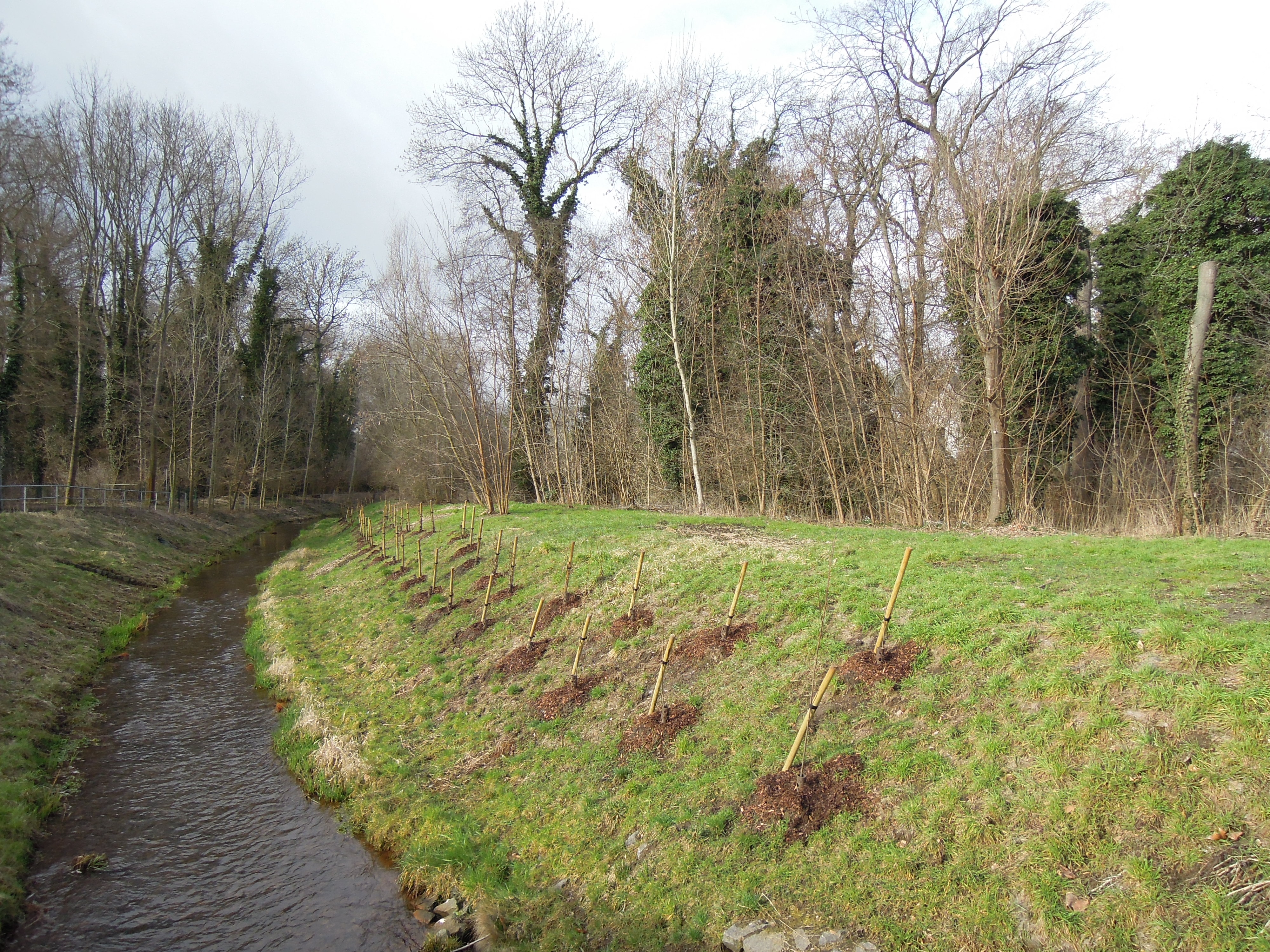
De Lober bij het stadspark van Delitzsch (2023)
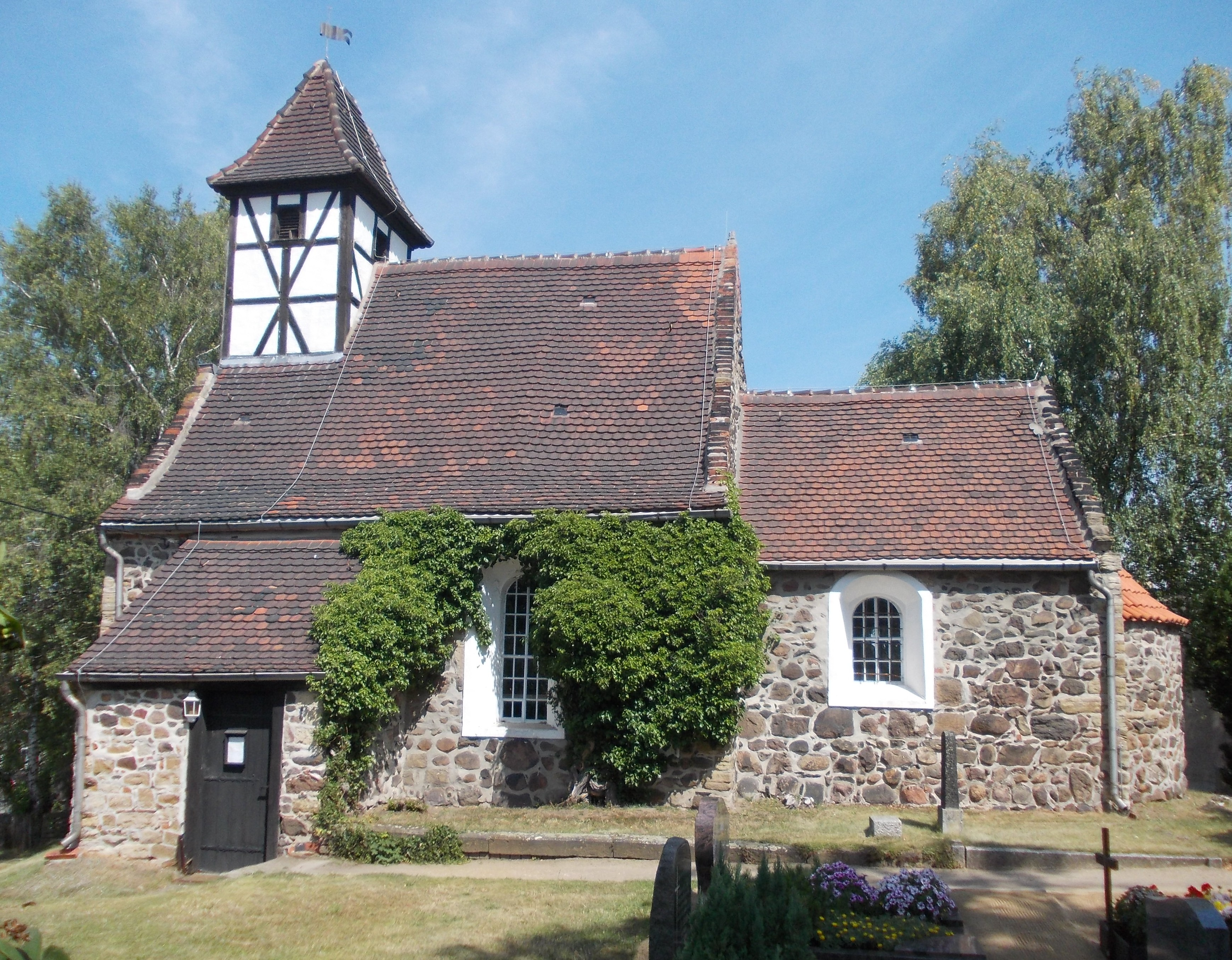
14e-eeuws dorpskerkje te Benndorf
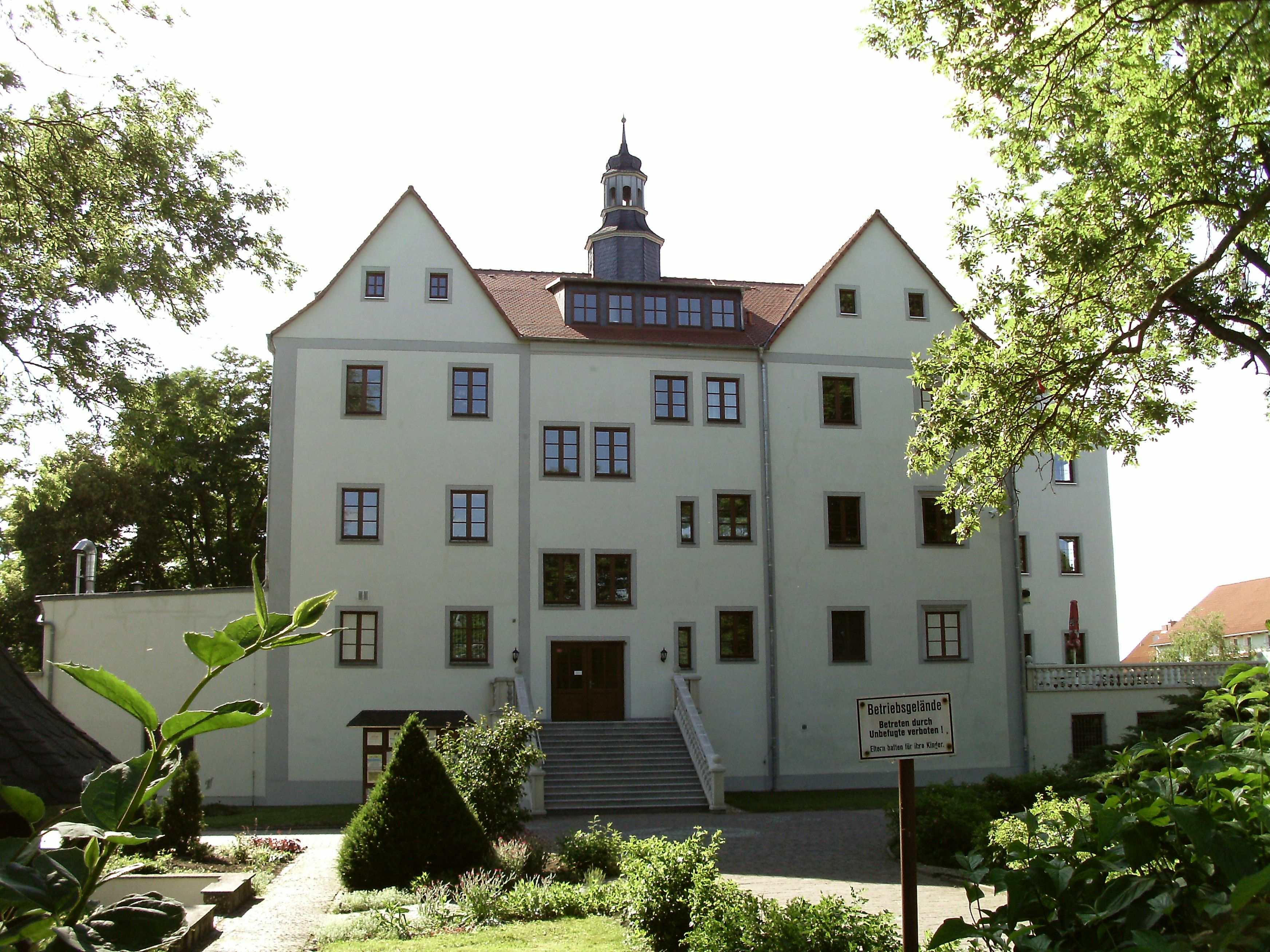
Landhuis te Schenkenberg

## Geboren

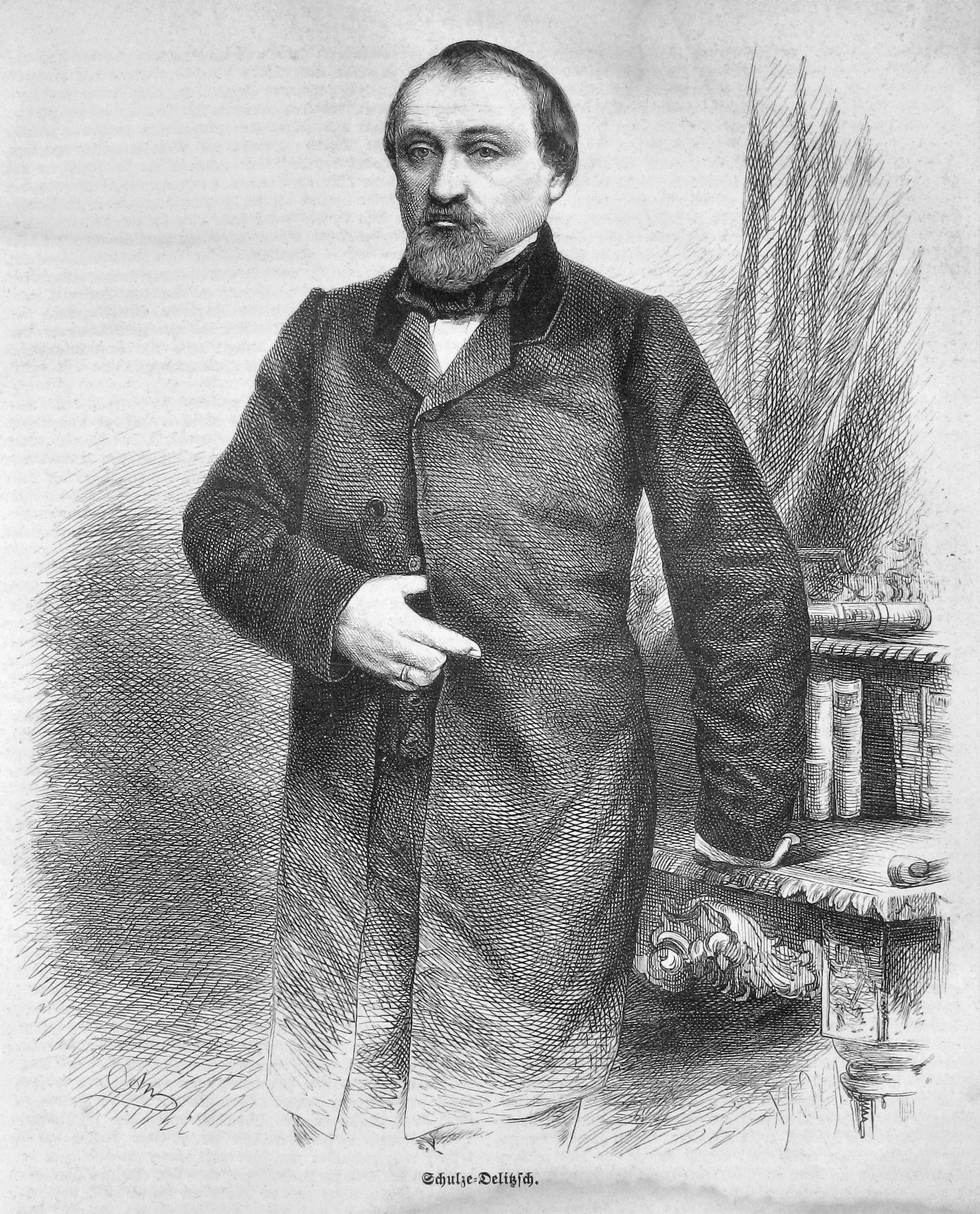
Portret van Hermann Schulze-Delitzsch, 1863, uit Die Gartenlaube
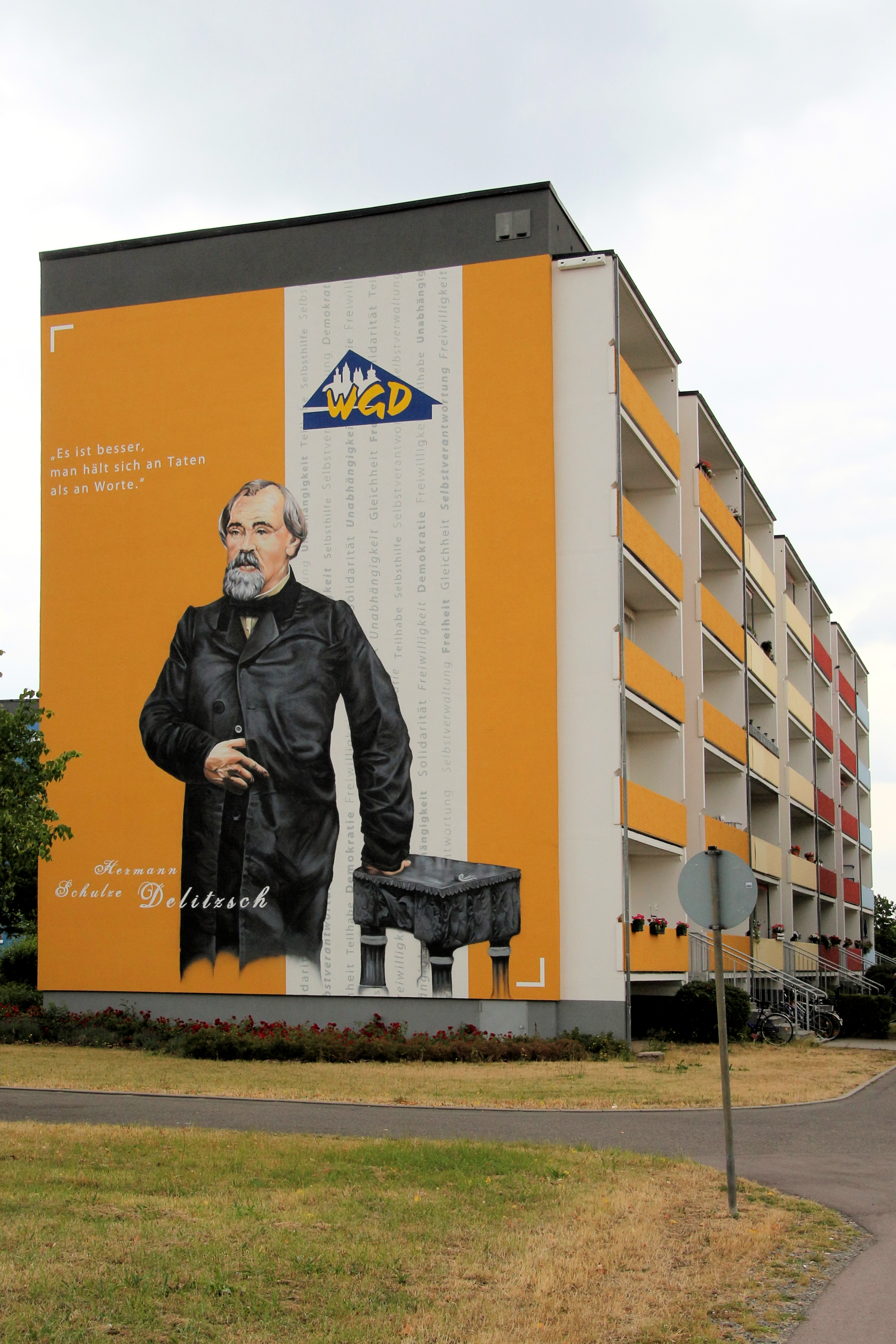
Idem op de gevel van een flatgebouw te Delitzsch

- Christian Gottfried Ehrenberg (1795-1876), botanicus
- Hermann Schulze-Delitzsch (geboren op 29 augustus 1808 in Delitzsch; overleden op 29 april 1883 in Potsdam), sociaal hervormer, jurist en politicus; evenals Raiffeisen kredietcoöperaties stichtte voor boeren in het Westerwald, deed Schulze-Delitzsch dat voor de ambachtslieden. Schulze-Delitzsch werd en wordt in zijn geboortestad zeer geëerd. Er is o.a. een museum te Delitzsch aan hem gewijd.
- Walter Tiemann (Delitzsch, 29 januari 1876 – Leipzig, 12 september 1951), boekband- en letterontwerper, typograaf, graficus en illustrator
- Joachim Fritsche (1951), voetballer